# Urania's Mirror
Urania's Mirror (El Mirall d'Urània) o A view of the Heavens (Una vista dels cels), és un conjunt de 32 cartes estel·lars astronòmiques, publicades per primera vegada el novembre de 1824. Són il·lustracions basades en el llibre A Celestial Atlas d'Alexander Jamieson, però amb forats afegits que permeten passar la llum per veure les estrelles de les constel·lacions. Van ser gravades per Sidney Hall i es va dir que van ser dissenyades per «una dama», però posteriorment es van identificar com a treballs del reverend Richard Rouse Bloxam, un mestre ajudant del Rugby School.
A la portada del llibre es mostra Urània, la musa de l'astronomia. Originalment, les cartes van aparèixer junt amb un llibre titulat A Familiar Treatise on Astronomy (Un tractat familiar sobre astronomia), escrit com acompanyament.
Peter D. Hingley, l'investigador que va resoldre el misteri de qui va dissenyar les cartes 170 anys després de la seva publicació, les va considerar entre les cartes estel·lars més atractives de les moltes produïdes a principis del segle xix.

## Descripció
El Mirall d'Urània il·lustra 79 constel·lacions en 32 cartes estel·lars separades. Algunes de les constel·lacions il·lustrades són actualment obsoletes, com també algunes de les subconstel·lacions, com ara Caput Medusæ (el cap de Medusa, portat per Perseu).
El Mirall d'Urània es va publicar originalment amb el títol Totes les constel·lacions visibles a l'Imperi Britànic, però, de fet, va deixar fora algunes constel·lacions de l'hemisferi sud. A la segona edició (1825), els anuncis deixaven clar que només apareixien les il·lustracions de les constel·lacions visibles des de la «Gran Bretanya».
Algunes cartes només apareix una sola constel·lació, d'altres n'hi ha diverses, com la carta 32 centrada en la constel·lació de l'Hidra Femella (Hydra), que il·lustra dotze constel·lacions (algunes de les quals ja no es reconeixen). La carta 28 en té sis, i cap altra carta en té més de quatre. Cada carta mesura uns 20 x 14 cm (8 x 5 1⁄2 polzades).
Jehoshaphat Aspin va escriure un llibre titulat A Familiar Treatise on Astronomy (o, per donar el seu nom complet, A Familiar Treatise on Astronomy, Explaining the General Phhenomena of the Celestial Body, with Many Illustrations Graphical; Un tractat familiar sobre l'astronomia, que explica els fenòmens generals dels cossos celestes, amb moltes il·lustracions gràfiques), per acompanyar les cartes. Les cartes i el llibre s'entregaven en una capsa il·lustrada amb una dona que, gairebé amb tota seguretat, era Urània, musa de l'astronomia. Les cartes i el llibre van ser publicades originalment per Samuel Leigh, 18 Strand, Londres, tot i que, a la quarta edició, la firma editorial s'havia traslladat a 421 Strand i va canviar el seu nom per M. A. Leigh.
L'investigador P.D. Hingley descriu El mirall d'Urània com «un dels més encantadors i visualment atractius de les moltes ajudes a l'autoinstrucció astronòmica produïda a principis del segle xix». Destaquen els forats que hi ha en cada estrella destinats a mostrar la constel·lació quan se situa la carta davant d'una font lluminosa (la mida dels forats corresponen a la magnitud de les estrelles), produint una representació força realista de la constel·lació. Ian Ridpath descriu el dispositiu com una «característica atractiva», però assenyala que, a causa del tipus de llum que hi havia en aquella època, principalment la produïda per espelmes, probablement moltes cartes es van cremar a causa del descuit quan s'intentava mantenir-les davant de la flama per veure les estrelles. Assenyala tres altres intents d'utilitzar el mateix truc dels forats: Atlas céleste, de Franz Niklaus König (1826); Himmels-Atlas in transparenten Karten, de Friedrich Braun (1850); i Himmelsatlas d'Otto Möllinger (1851), però afirma que els manquen el toc artístic del Mirall d'Urània.

## Copiat d'A Celestial Atlas
Les representacions de les constel·lacions al Mirall d'Urània són còpies dels dibuixos d'A Celestial Atlas d'Alexander Jamieson, publicat uns tres anys abans, però inclouen atributs únics que difereixen del atles del cel de Jamieson, com la nova constel·lació del mussol (Noctua) (carta 32), i la Norma Nilotica (un aparell de mesura de les inundacions del Nil agafada per Aquarius, l'aiguador) (carta 26).

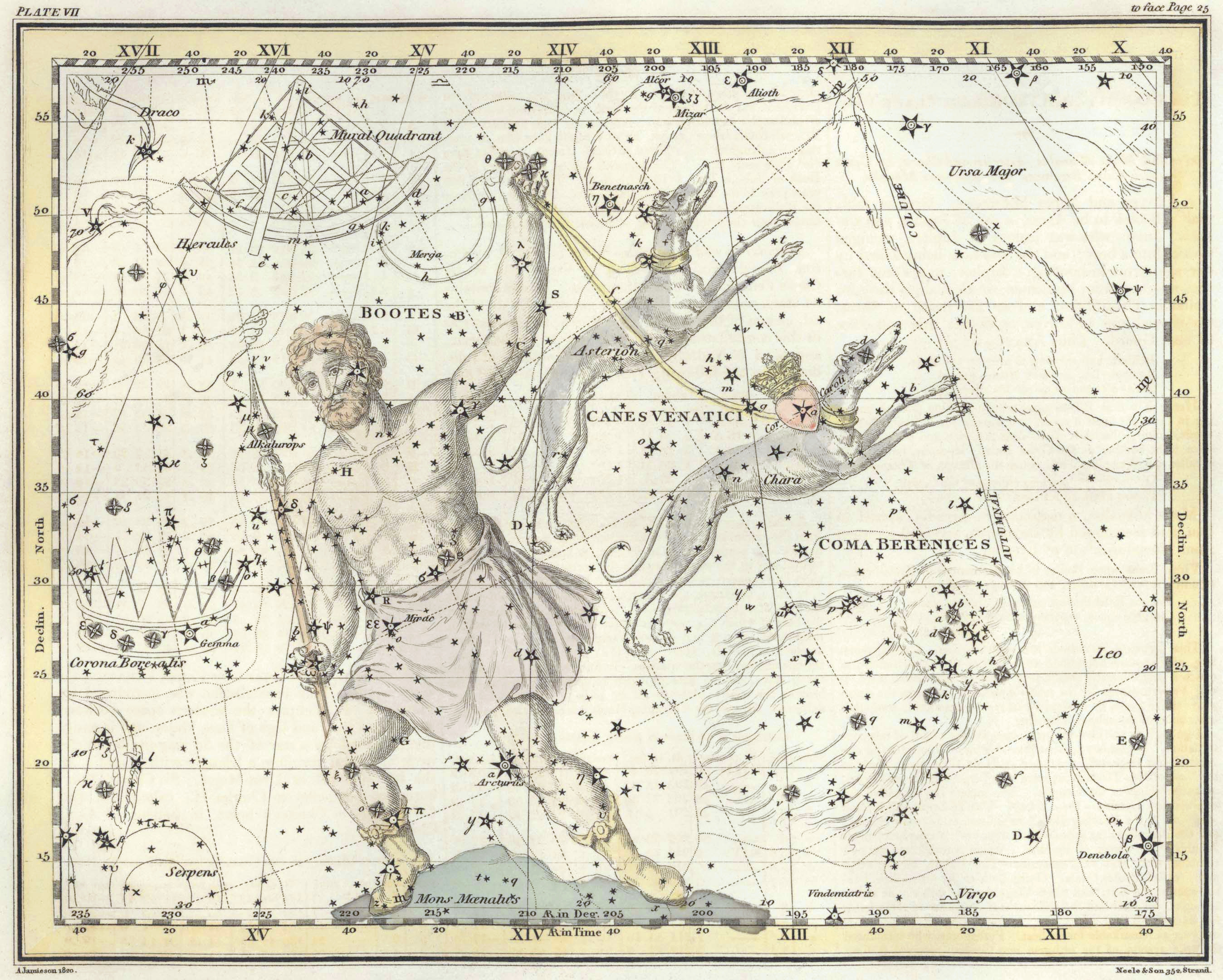
A Celestial Atlas, Carta 7
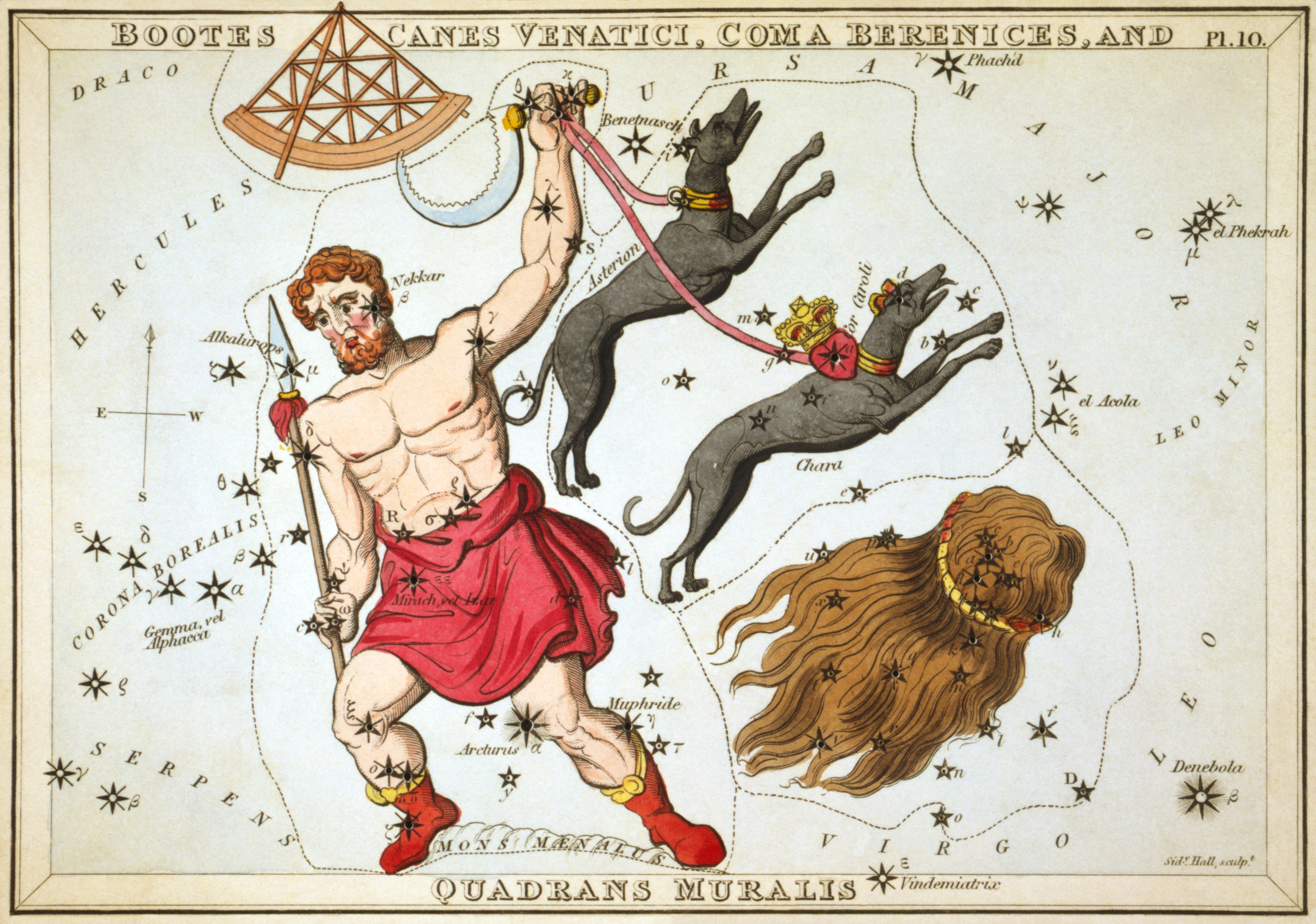
Urania's Mirror, Carta 10

## El misteri del dissenyador

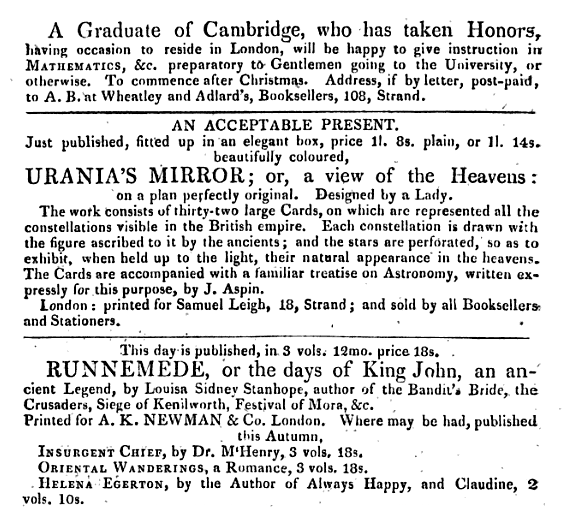
Anunci del Mirall d'Urània de desembre de 1824, suggerint que és un regal de Nadal «acceptable»

Els anuncis del Mirall d'Urània, així com la introducció al seu llibre d'acompanyament Un tractat familiar sobre astronomia, acrediten el disseny de les targetes simplement a una «dama», que es descriu a la introducció del llibre com una «jove». Això va provocar especulacions sobre la seva identitat. Alguns van proposar destacades dones astrònomes com Caroline Herschel i Mary Somerville, altres van acreditar el gravador Sidney Hall.
La identitat del dissenyador va romandre desconeguda durant 170 anys. El 1994, mentre arxivava antics certificats electorals on se solia proposar que les persones fossin admeses a la Royal Astronomical Society, P. D. Hingley en va trobar un proposant al reverend Richard Rouse Bloxam qui el va nomenar com a «Autor del Mirall d'Urània». Si bé va tenir diversos fills notables, no té cap altra publicació coneguda, i la seva principal distinció és haver estat ajudant de mestre a l'Escola de Rugby durant 38 anys.
Es desconeixen els motius d'amagar l'autoria. Hingley assenyala que moltes publicacions contemporànies van intentar suggerir que les dones havien tingut un paper en la seva creació, potser per fer-les semblar menys amenaçadores. Suggereix que l'anonimat podria haver estat necessari per protegir la posició de Bloxam a Rugby, però destaca que Rugby era força progressista, cosa que fa que això sigui poc probable; i, finalment, suggereix la modèstia com a possibilitat. Ian Ridpath, tot assenyalant el plagi dels dibuixos d'A Celestial Atlas, suggereix que només això pot ser suficient per fer que l'autor vulgui mantenir-se en l'anonimat.

## Edicions
Un anunci de desembre de 1824, que afirmava que les cartes estaven «acabades de publicar», oferia les cartes «senzilles» a £1/81s o «completament acolorides» per £1/14s. L'edició senzilla no va incloure cap estrella que envoltava les constel·lacions anomenades, deixant aquestes parts en blanc. A l'edició en color es van afegir estrelles al voltant de les constel·lacions anomenades.

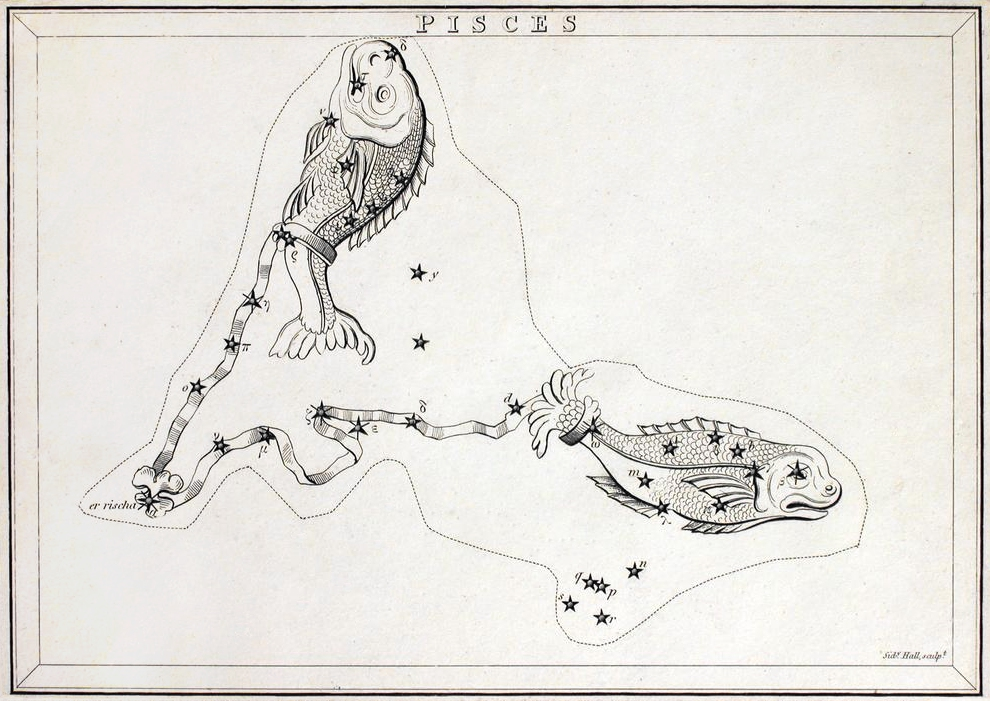
Primer edició. «Pisces», sense les estrelles de les constel·lacions circumdants (edició senzilla)
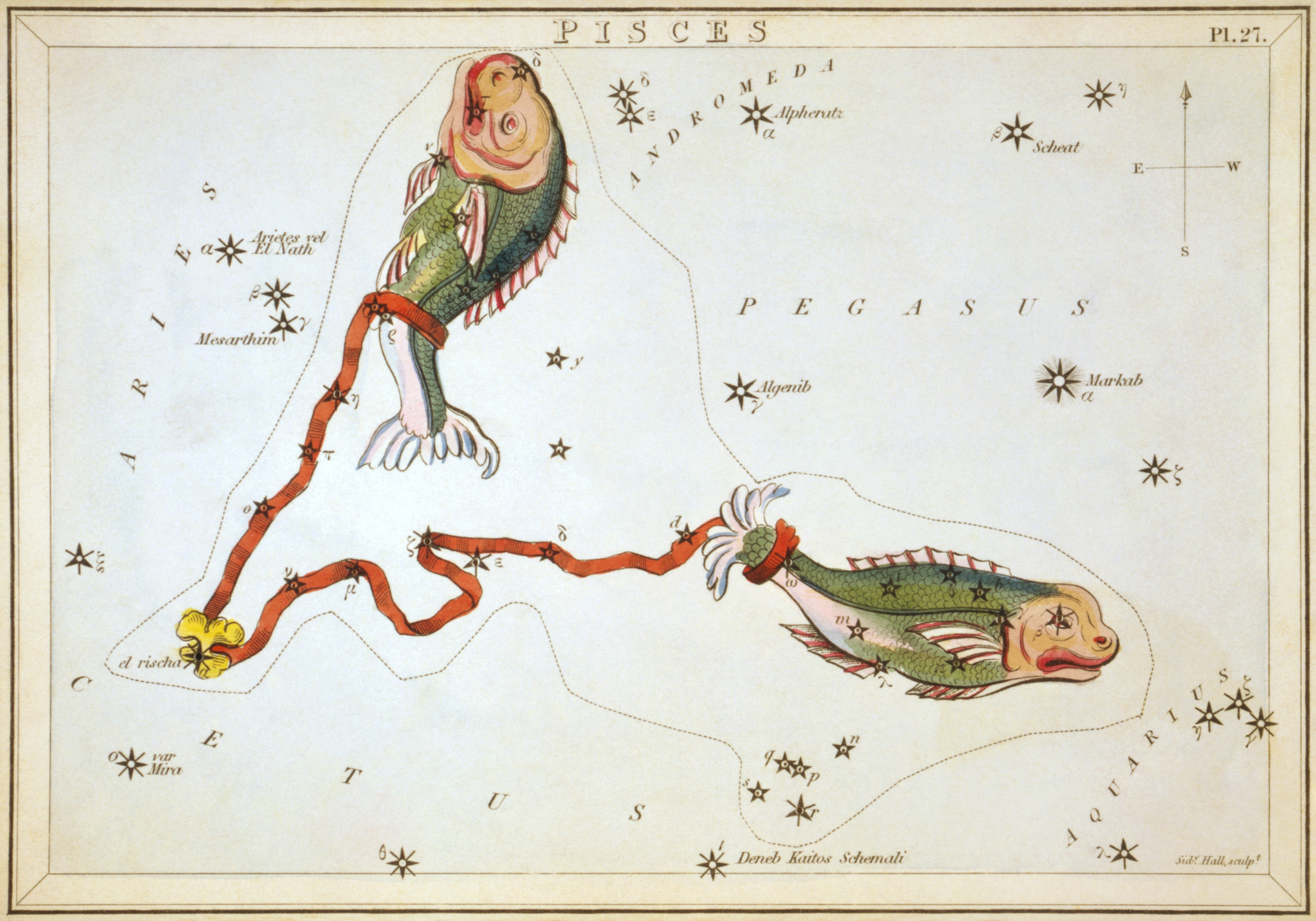
Segona edició. «Pisces», amb les estrelles que l'envolten i en color (edició en color)

Es va publicar el 1832 una edició als Estats Units d'Amèrica. Les reimpressions modernes es van produir el 1993, i Barnes & Noble va reproduir l'edició estatunidenca (junt amb el llibre que l'acompanyava) el 2004. El llibre que l'acompanya, A Familiar Treatise on Astronomy de Jehoshaphat Aspin es va editar almenys quatre vegades, amb la darrera publicació el 1834. La segona edició presenta una notable ampliació del contingut, passant de 121 pàgines de la primera edició a 200 pàgines de la segona.
El llibre, en l'edició estatunidenca de 1834, consistia en una introducció, una llista de les constel·lacions de l'hemisferi nord i de l'hemisferi sud, una descripció de cadascuna de les cartes, amb la història i el fons de les constel·lacions representades i una llista alfabètica de noms d'estrelles (com Achernar) amb la seva designació de Bayer, magnitud i respectiva constel·lació.
Es va anunciar una «segona part» del Mirall d'Urània, que havia d'incloure il·lustracions dels planetes i un planetari mecànic portàtil, però no hi ha proves que demostrin que mai fos llançat.

## Les 32 cartes estel·lars

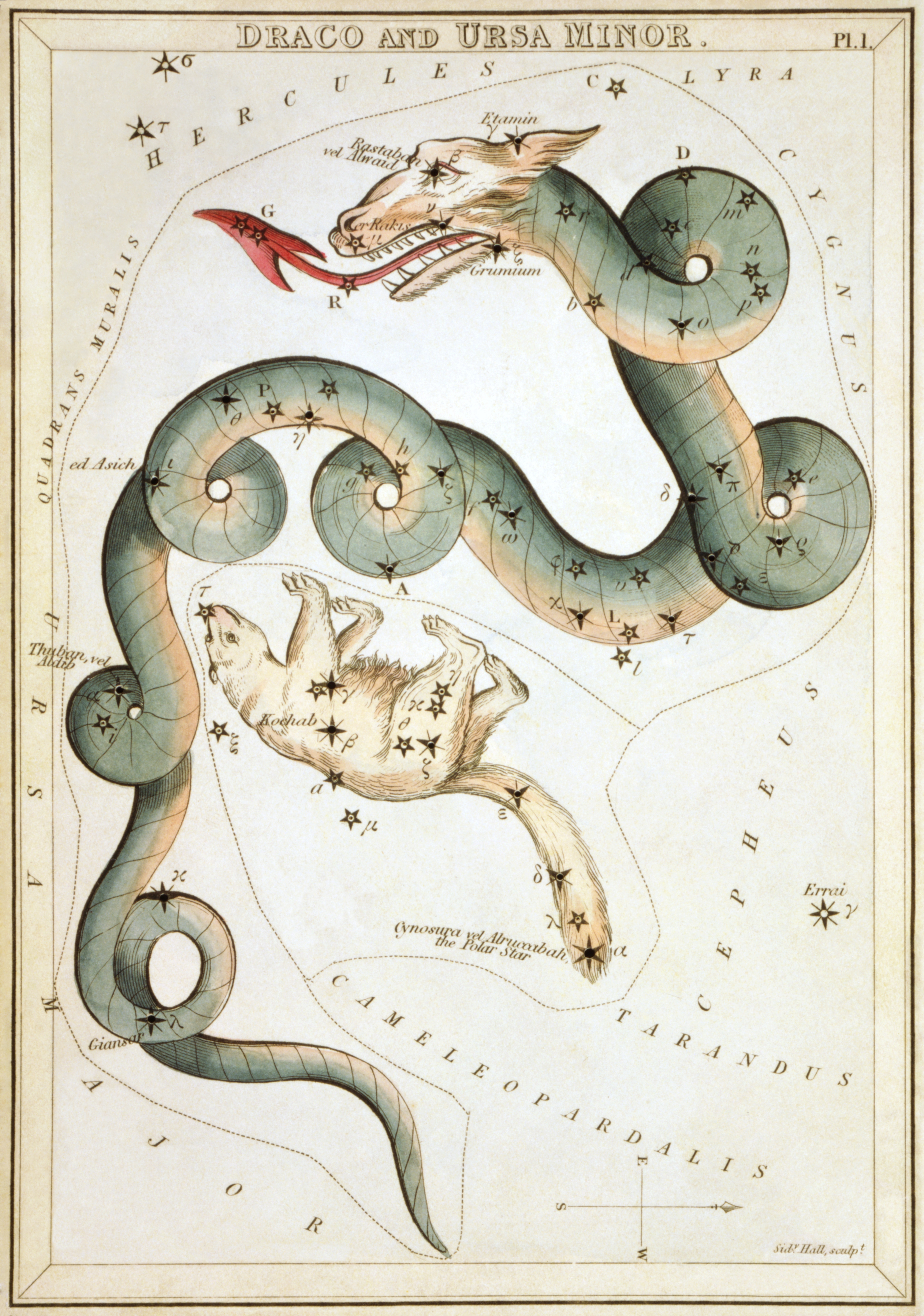
Carta 1: Draco i Ursa Minor
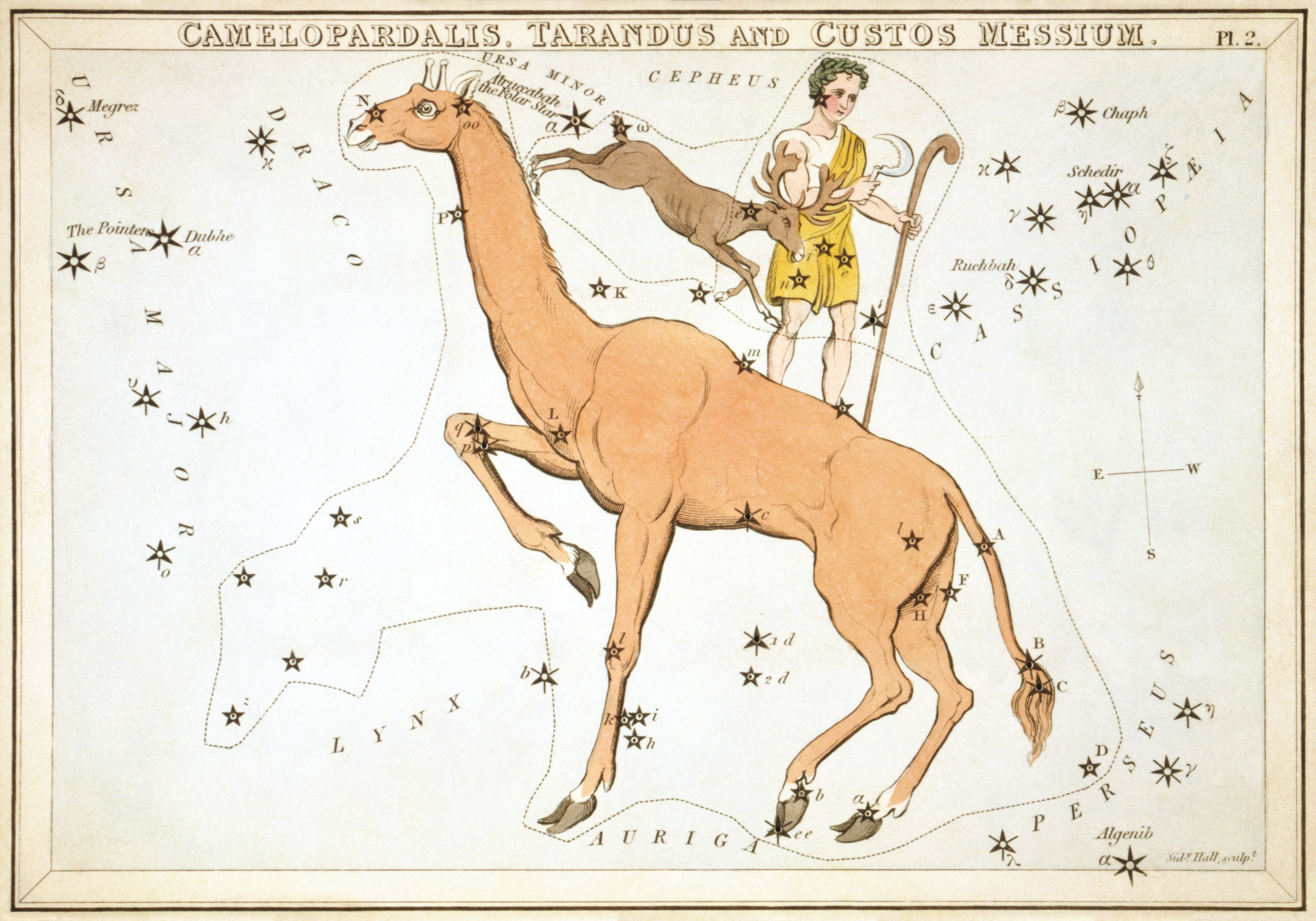
Carta 2: Camelopardalis, Tarandus i Custos Messium
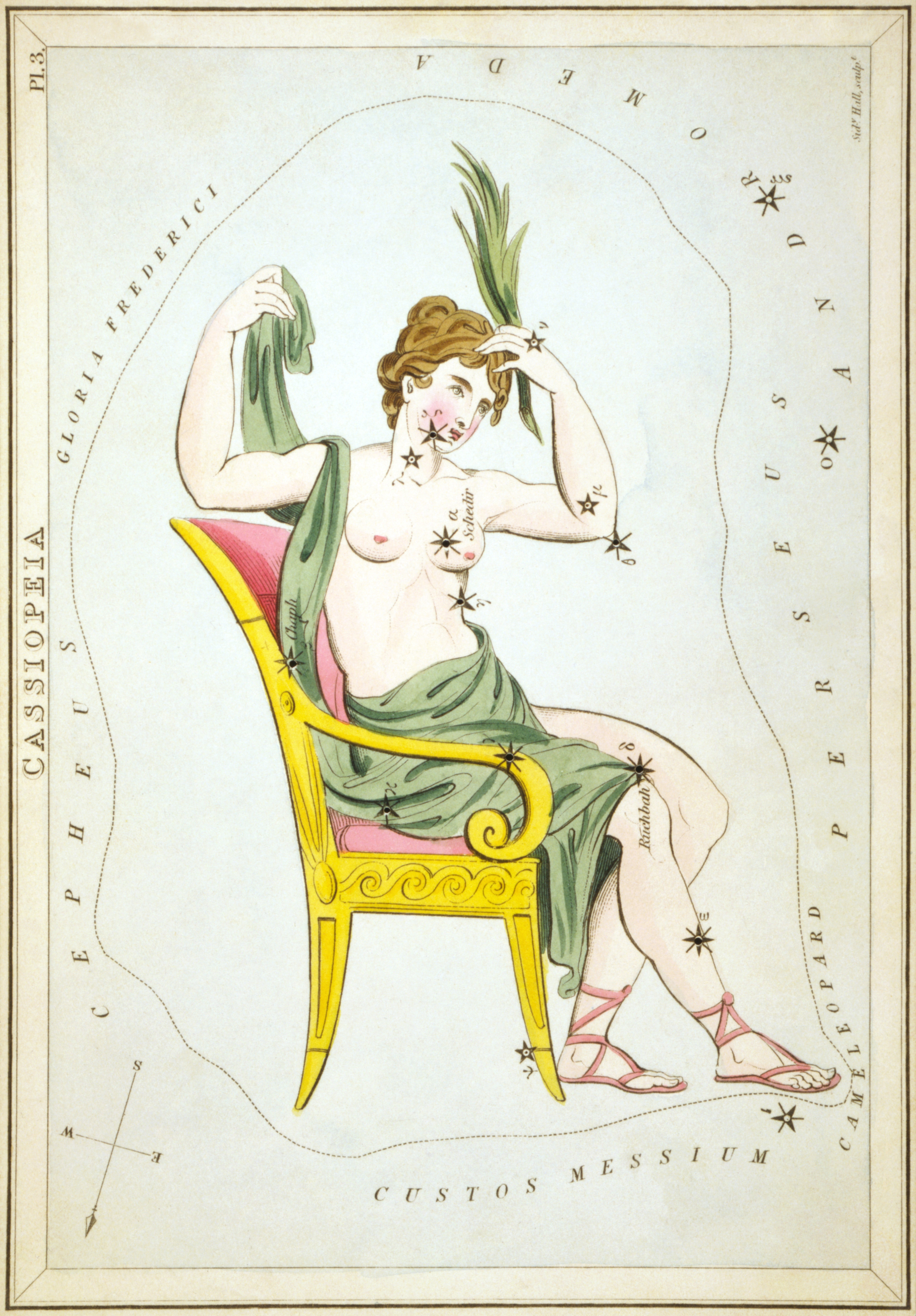
Carta 3: Cassiopeia
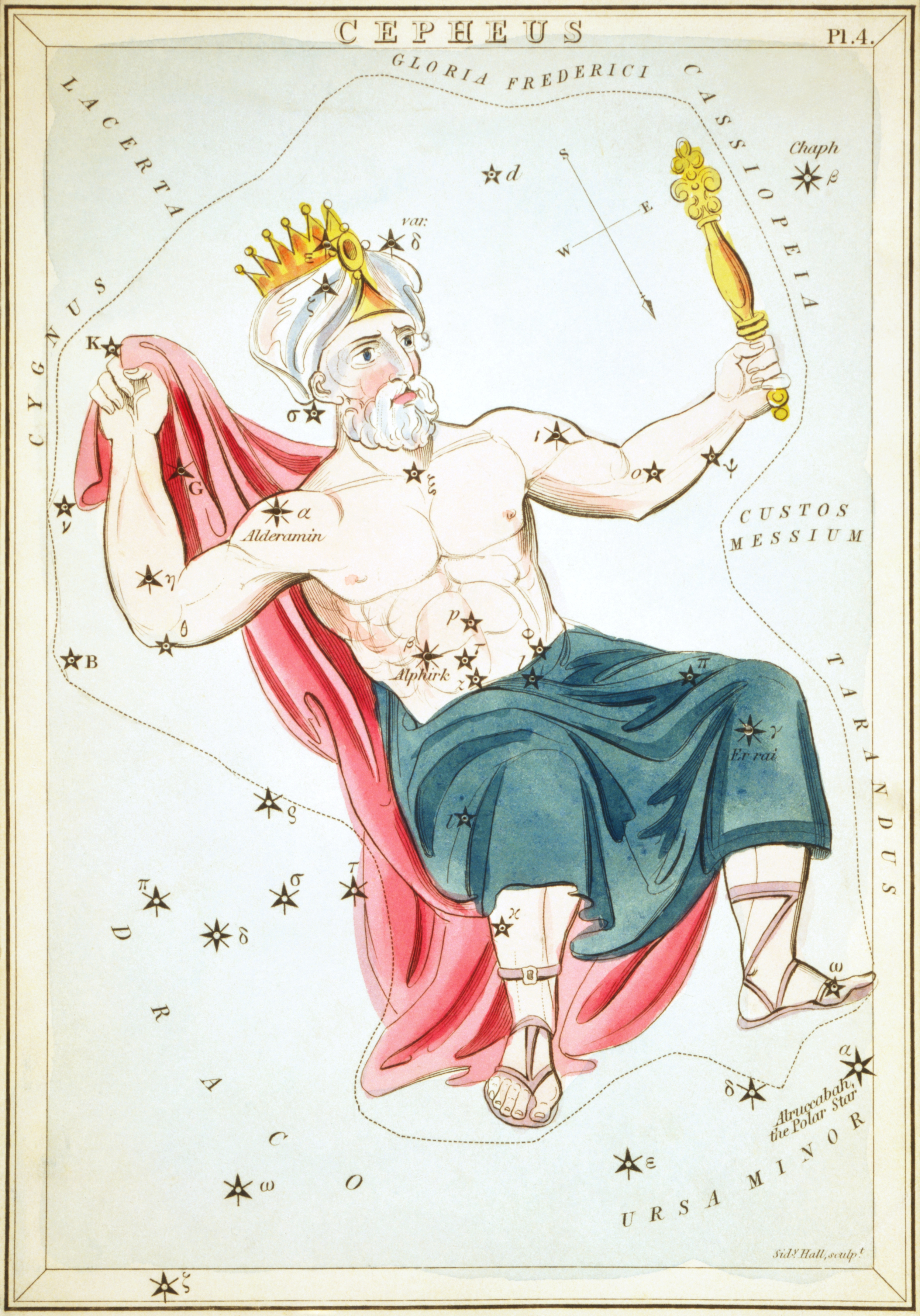
Carta 4: Cepheus

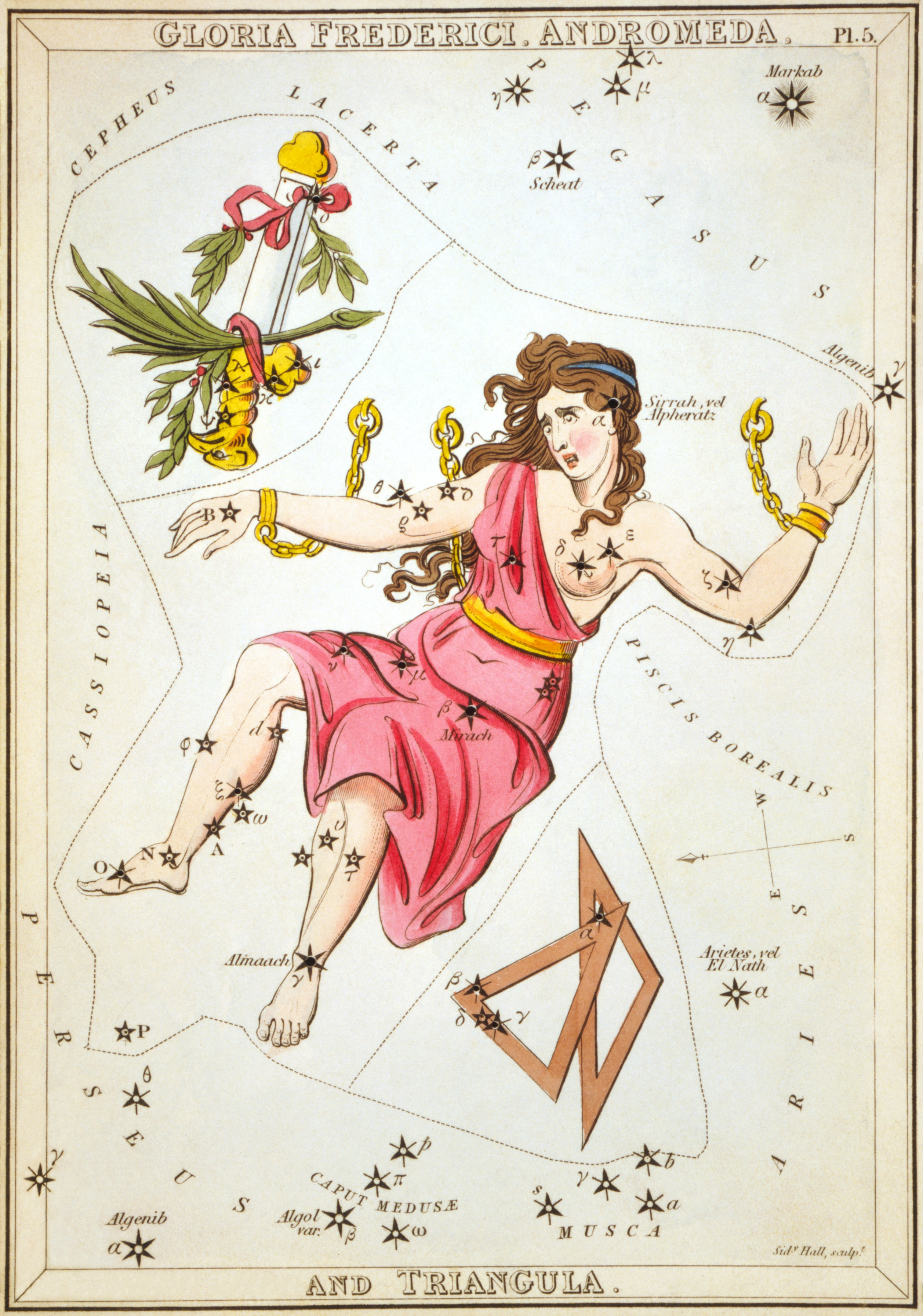
Carta 5: Gloria Frederici, Andromeda, i Triangula
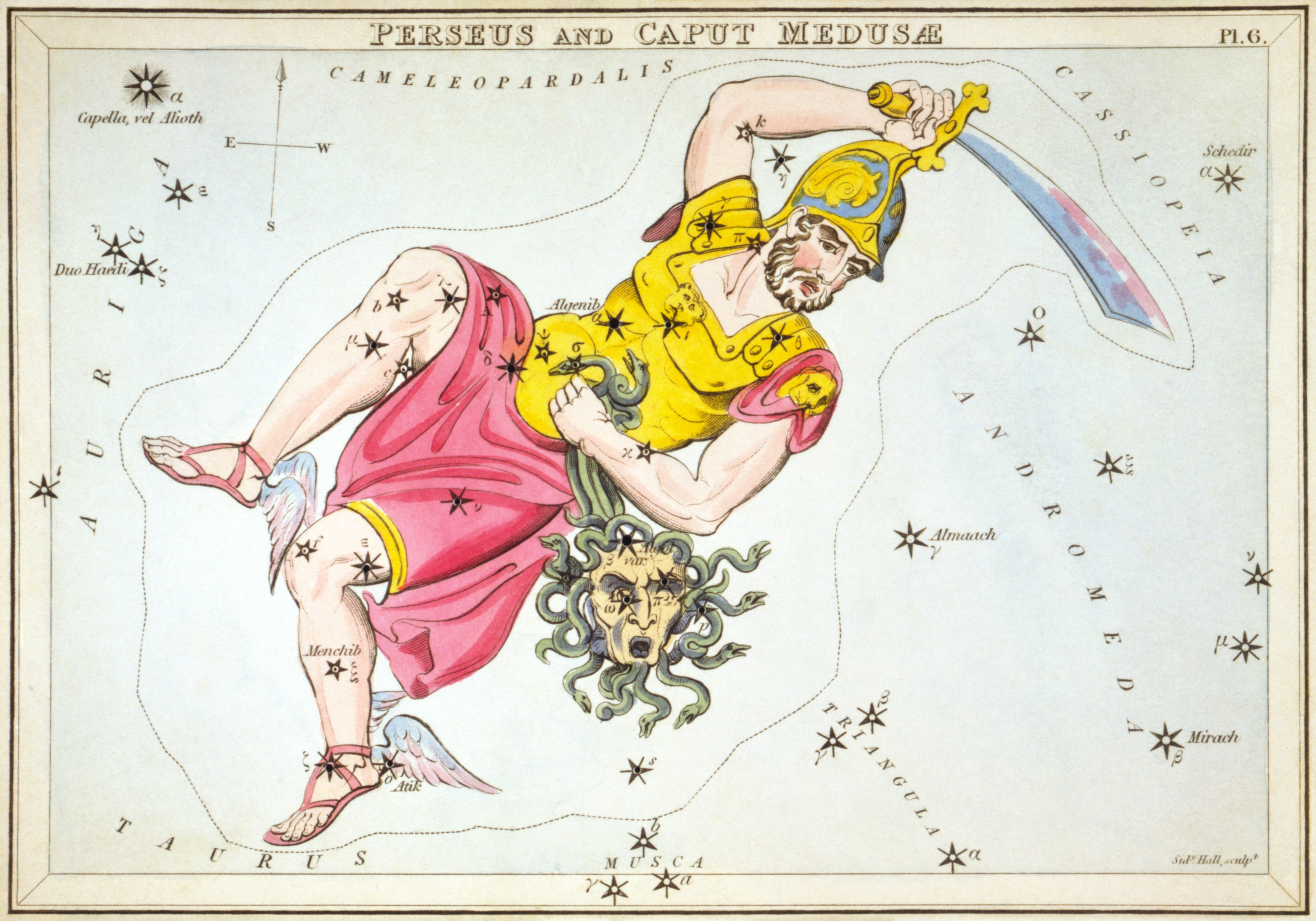
Carta 6: Perseus i Caput Medusæ
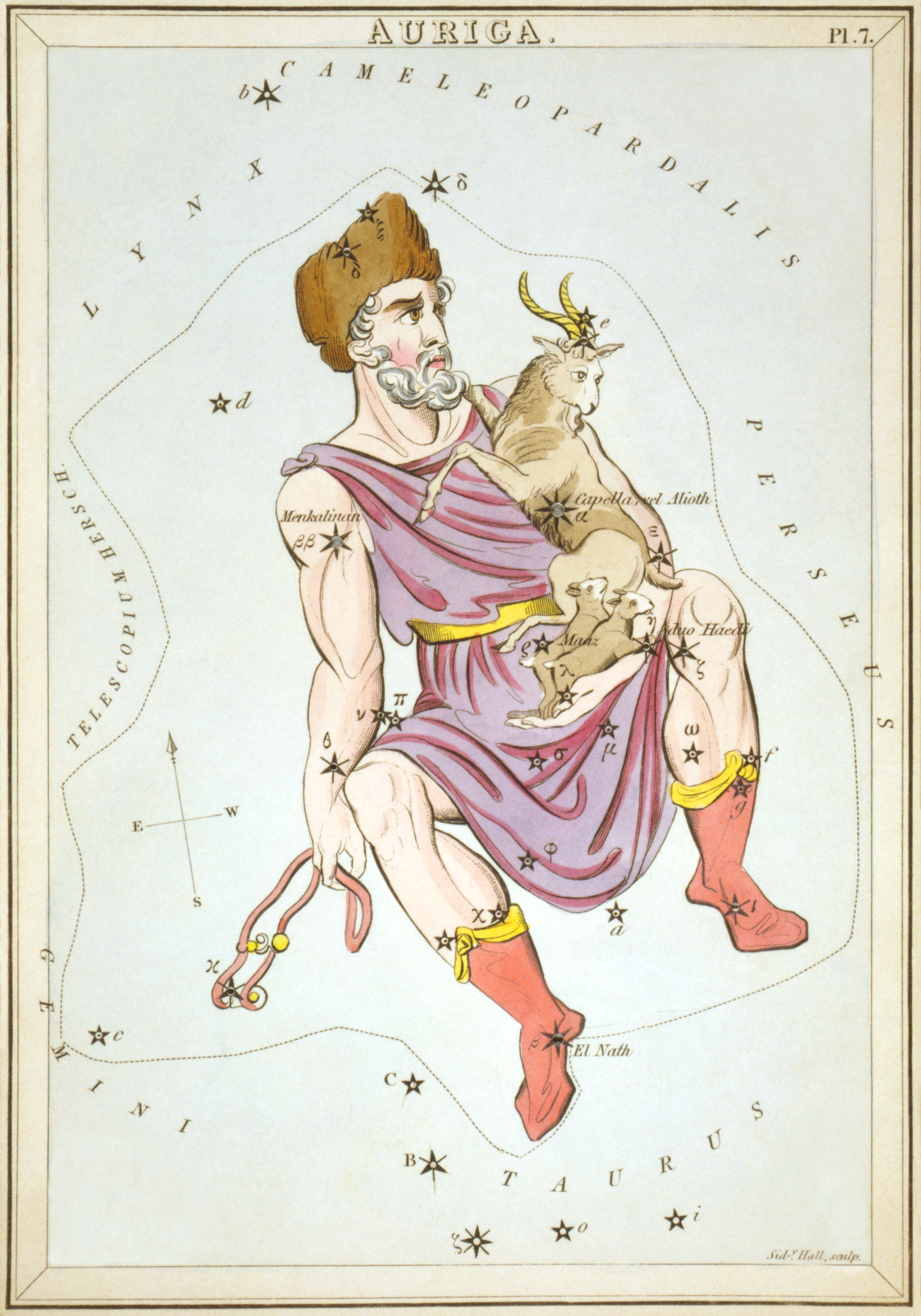
Carta 7: Auriga
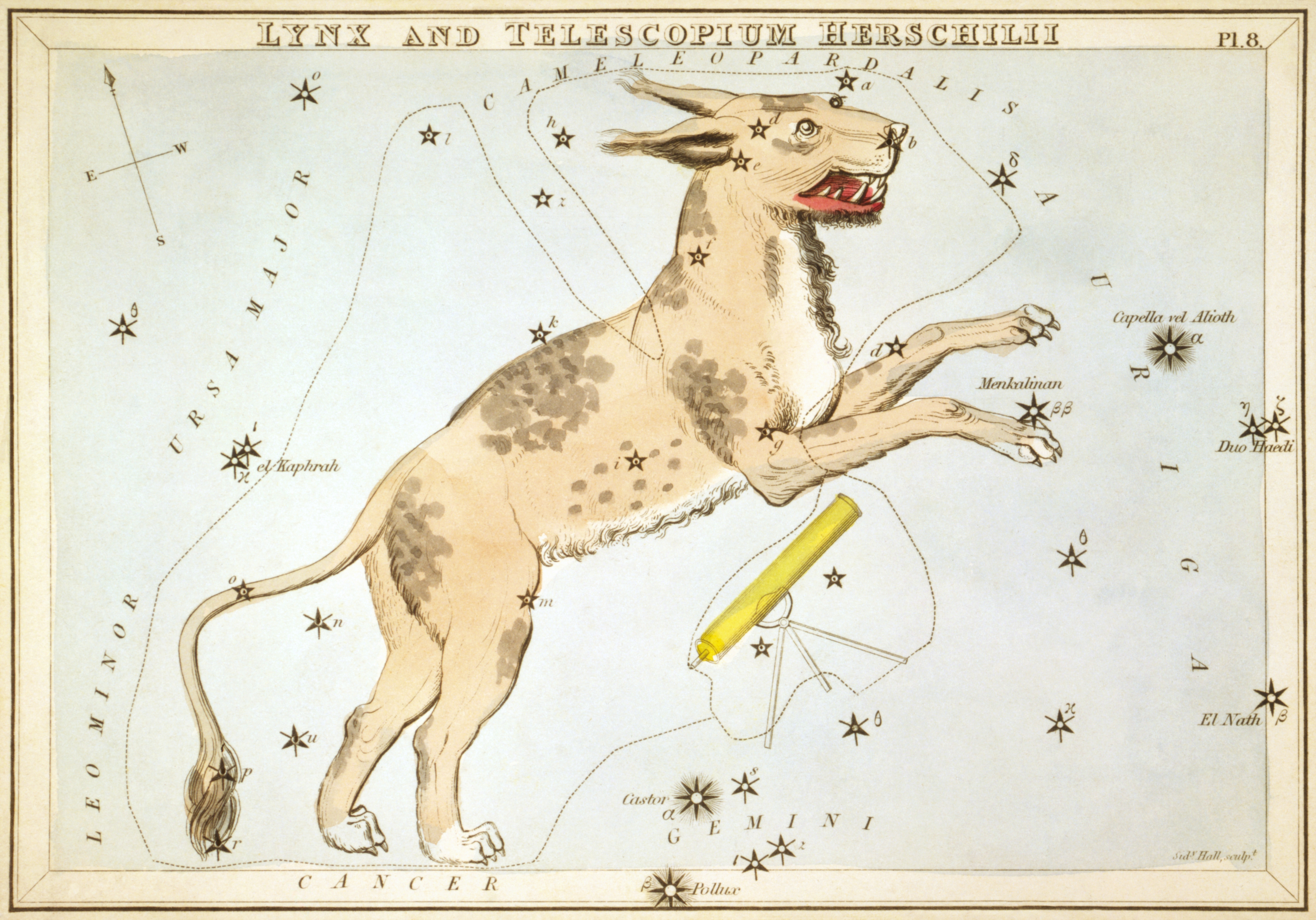
Carta 8: Lynx i Telescopium Herschilii

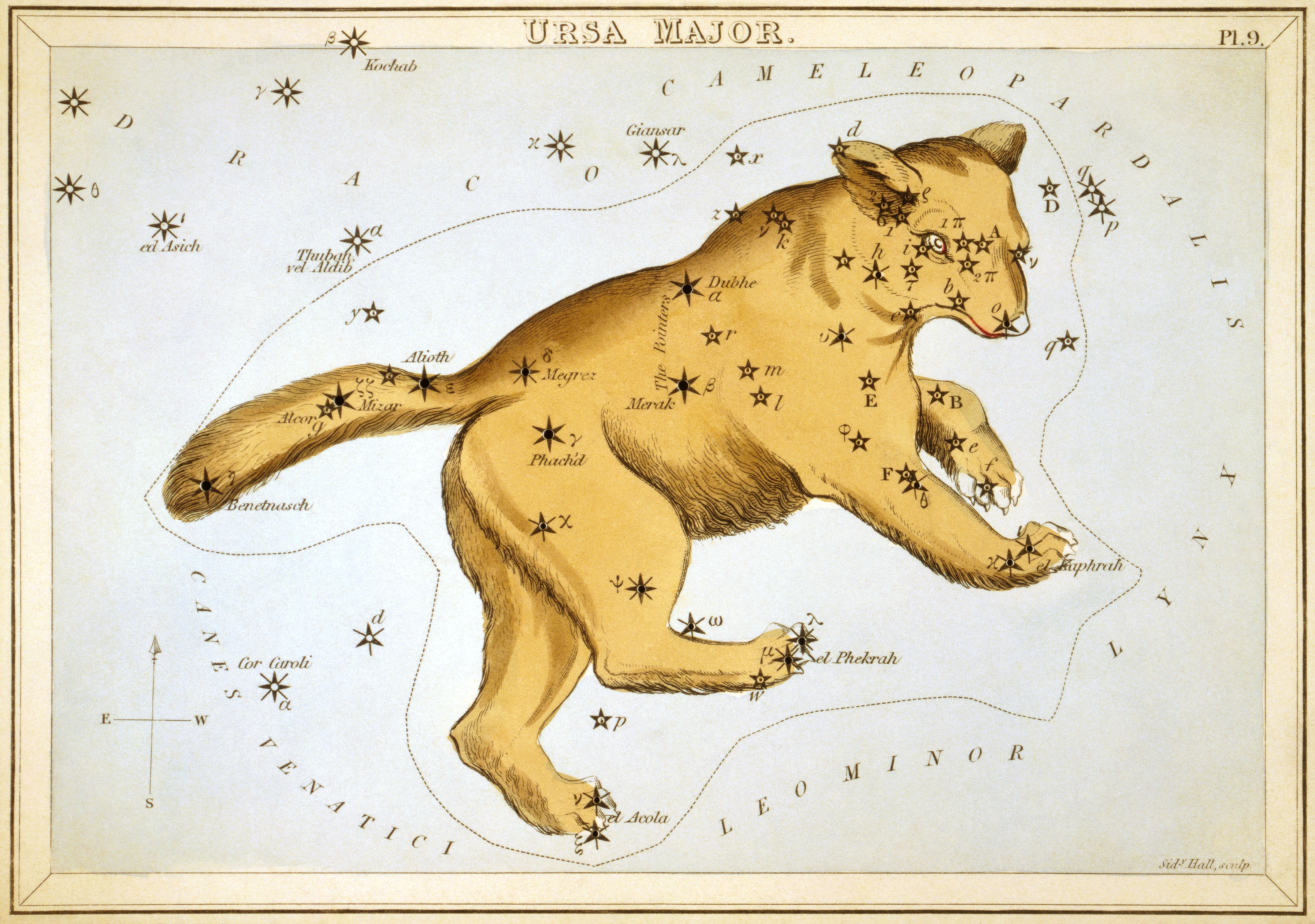
Carta 9: Ursa Major
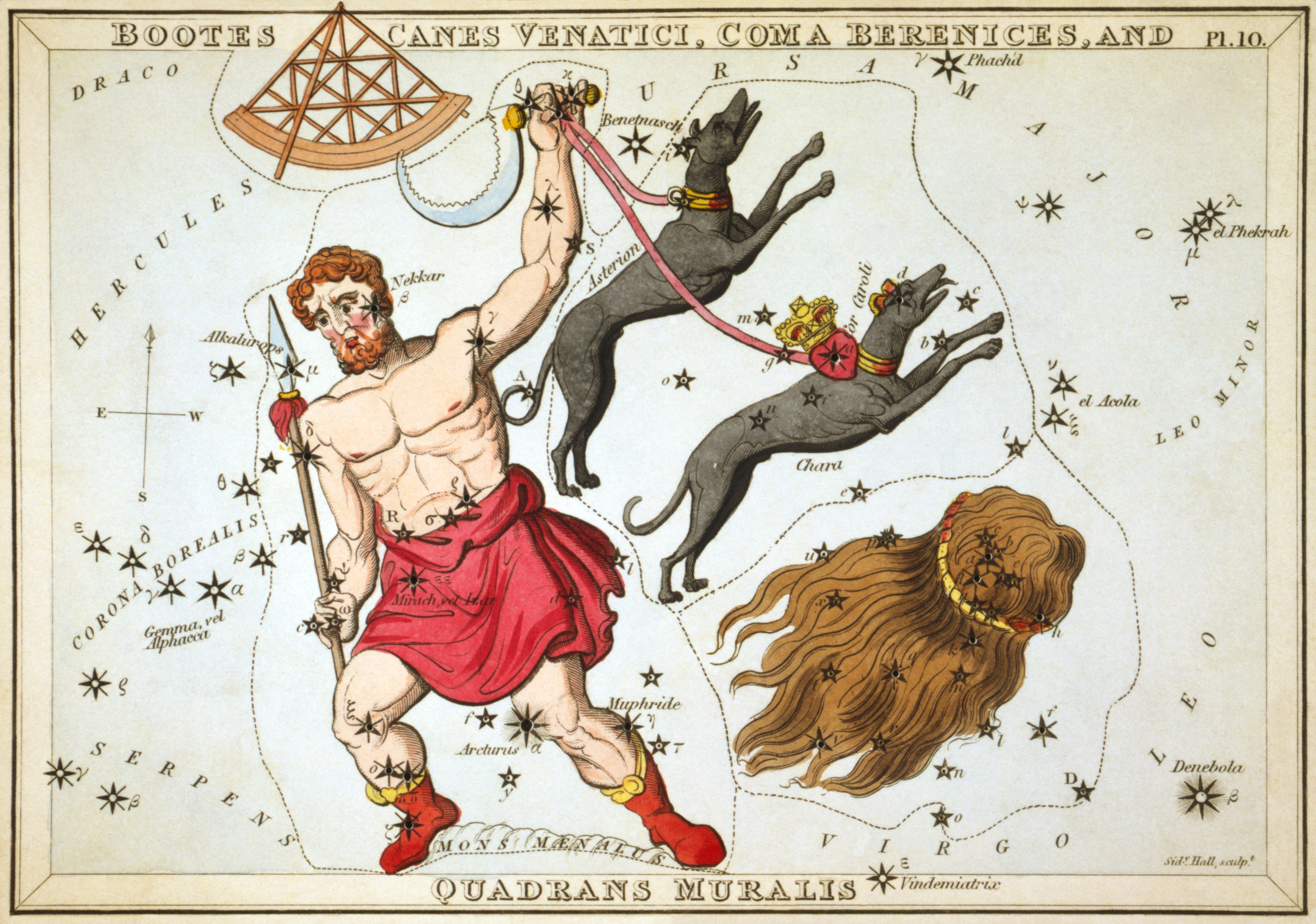
Carta 10: Boötes, Canes Venatici, Coma Berenices, i Quadrans Muralis
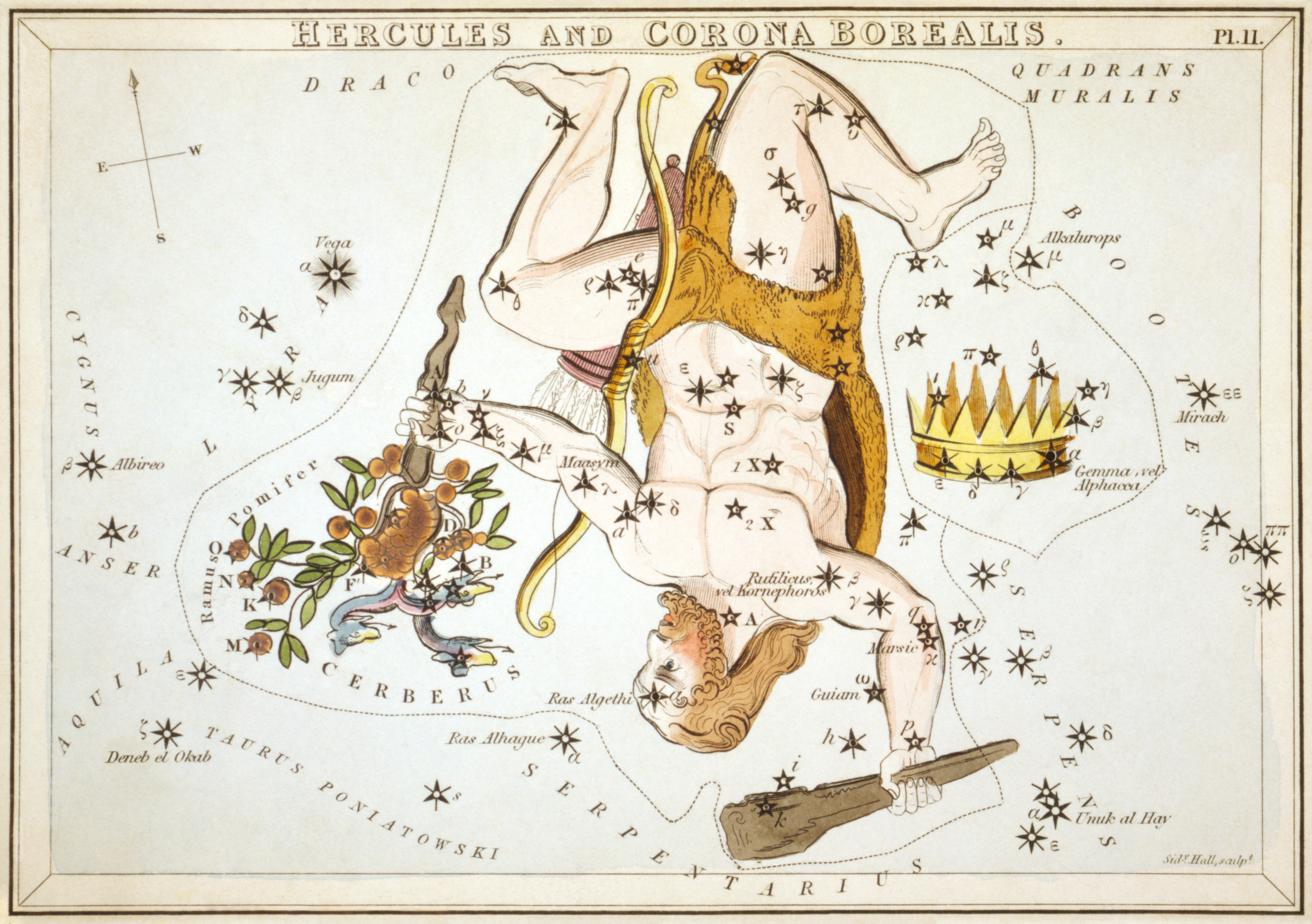
Carta 11: Hercules i Corona Borealis
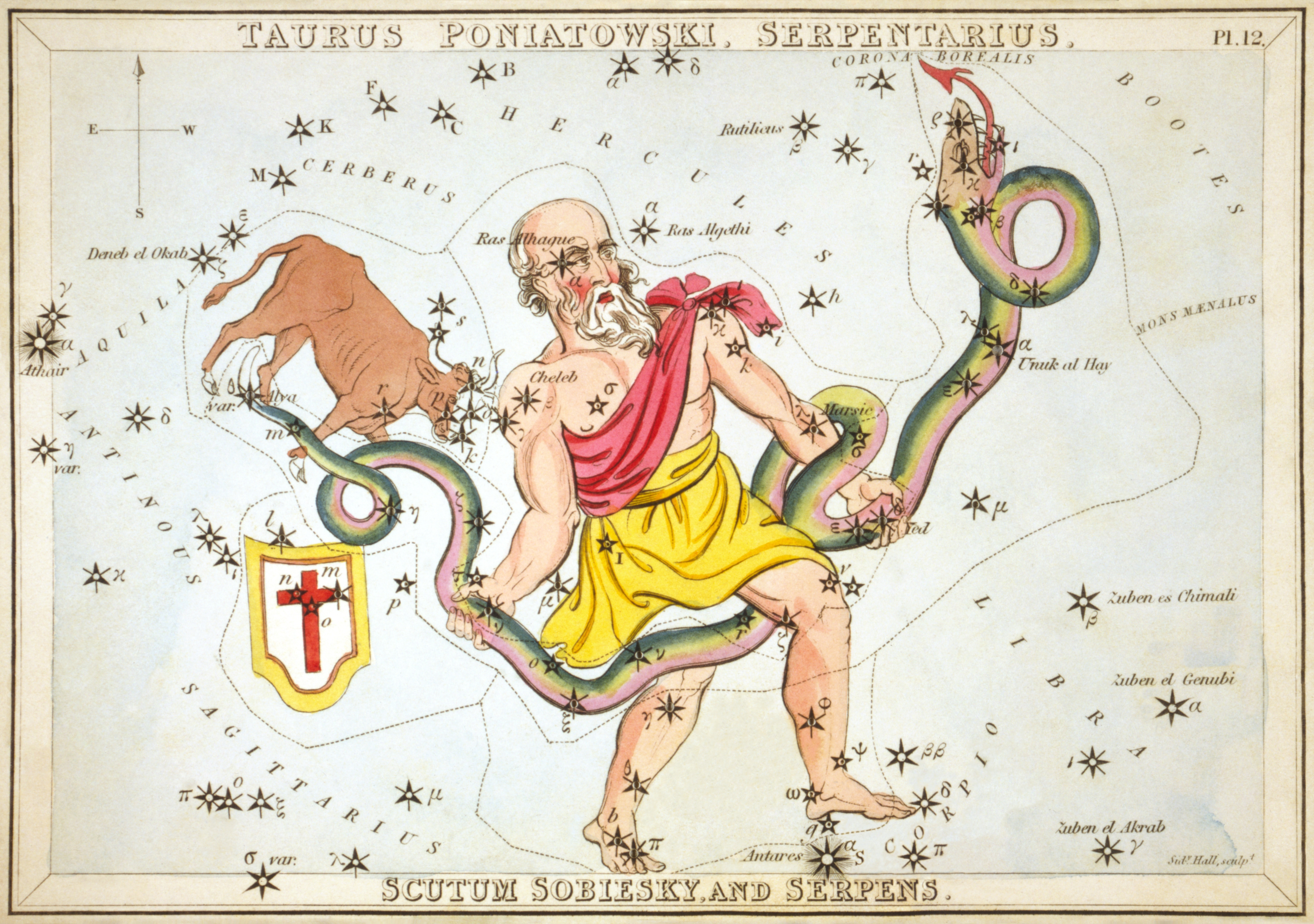
Carta 12: Taurus Poniatowski, Serpentarius, Scutum Sobiesky, i Serpens

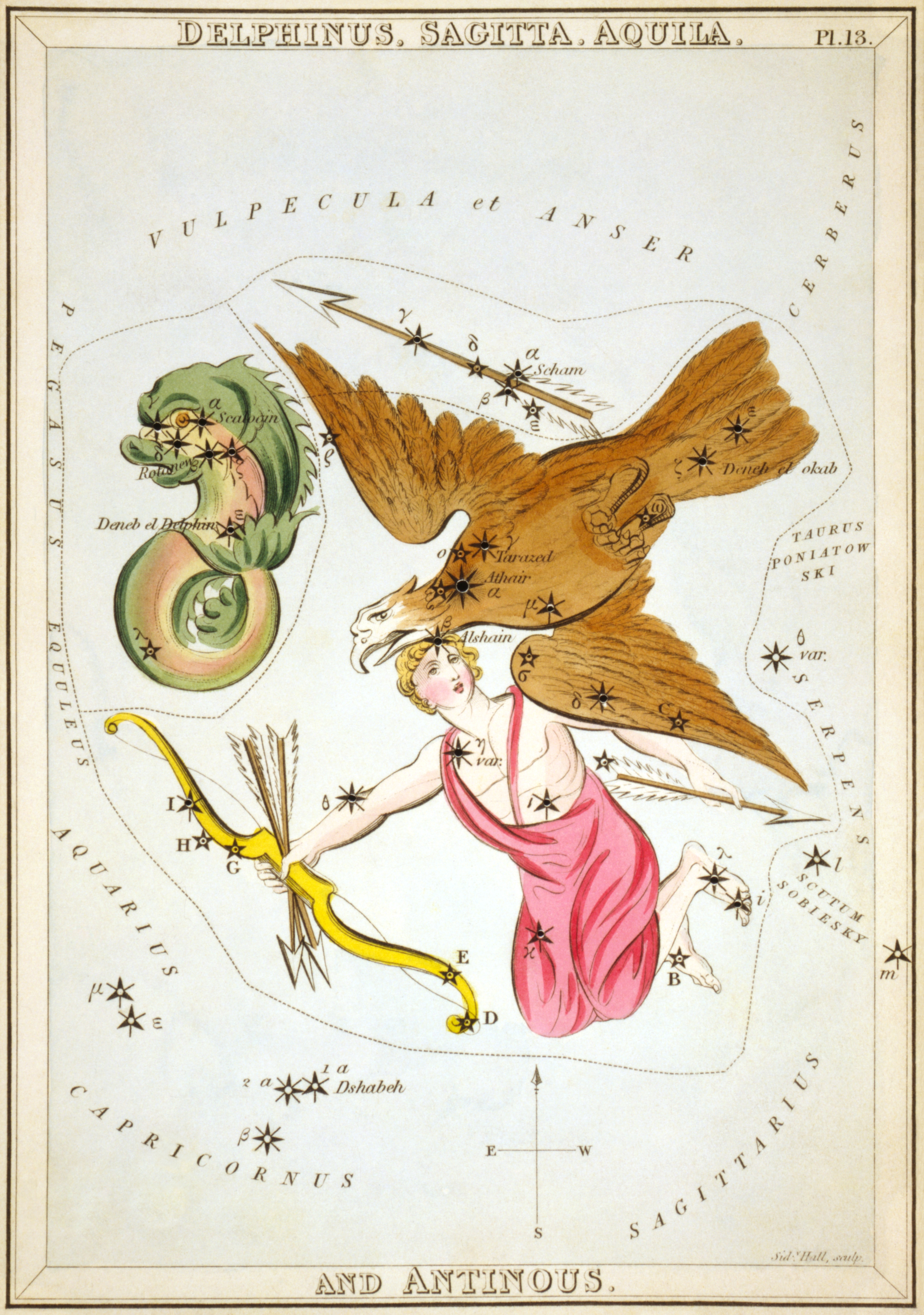
Carta 13: Delphinus, Sagitta, Aquila, i Antinous
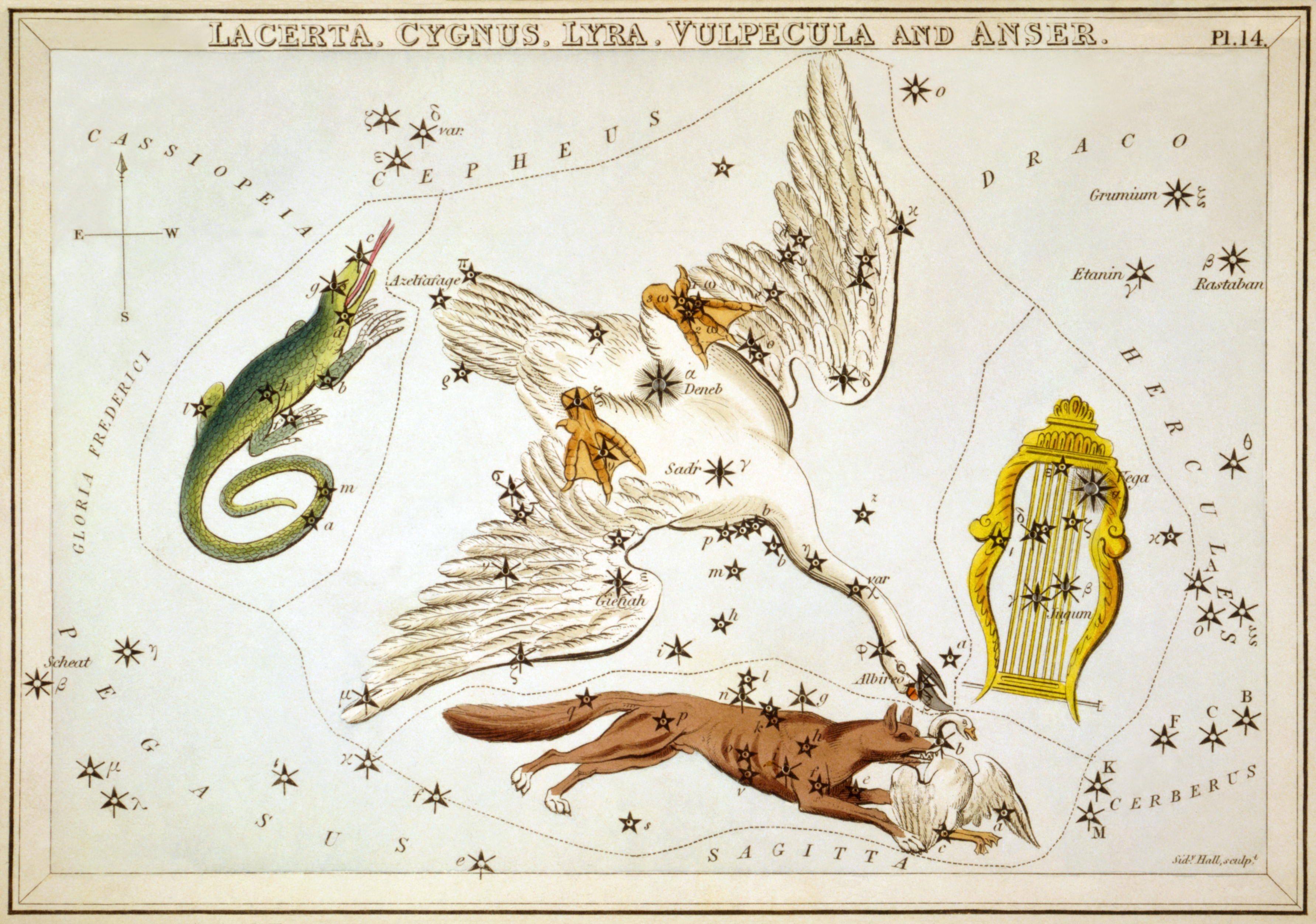
Carta 14: Lacerta, Cygnus, Lyra, i Vulpecula and Anser
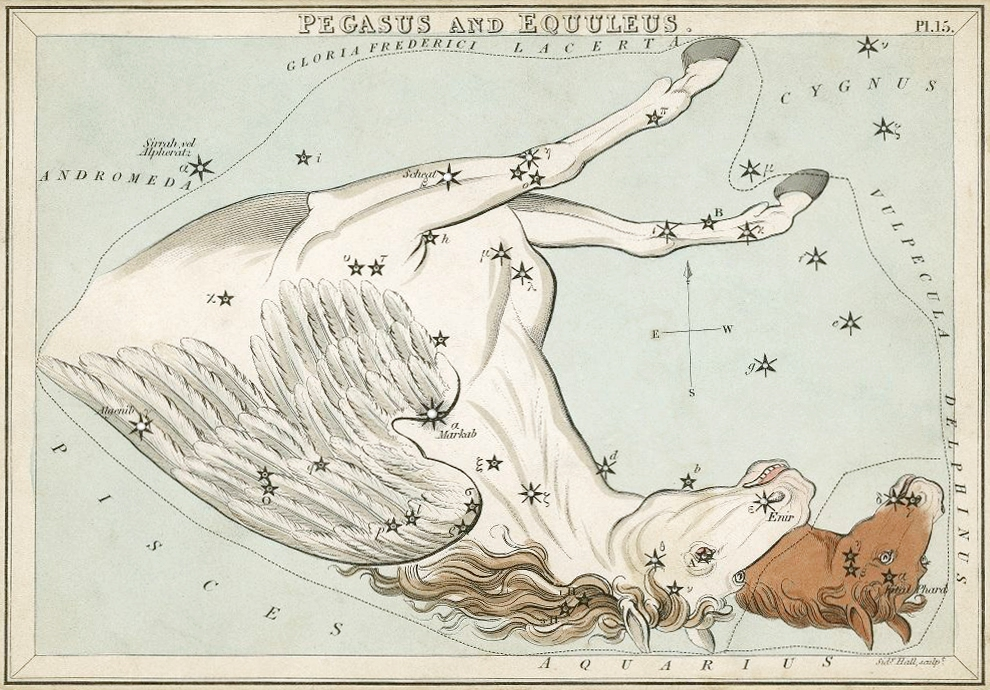
Carta 15: Pegasus i Equuleus
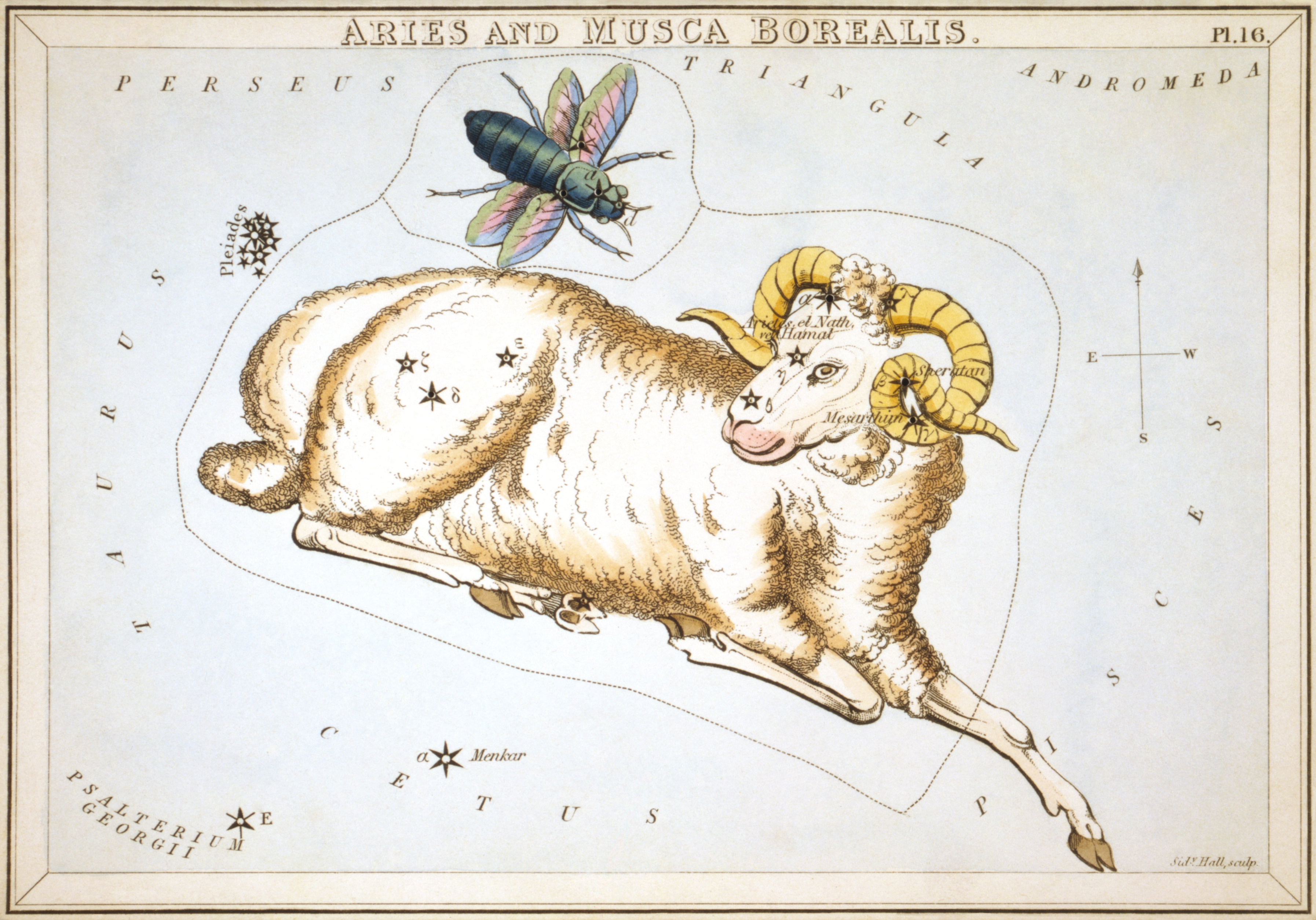
Carta 16: Aries i Musca Borealis

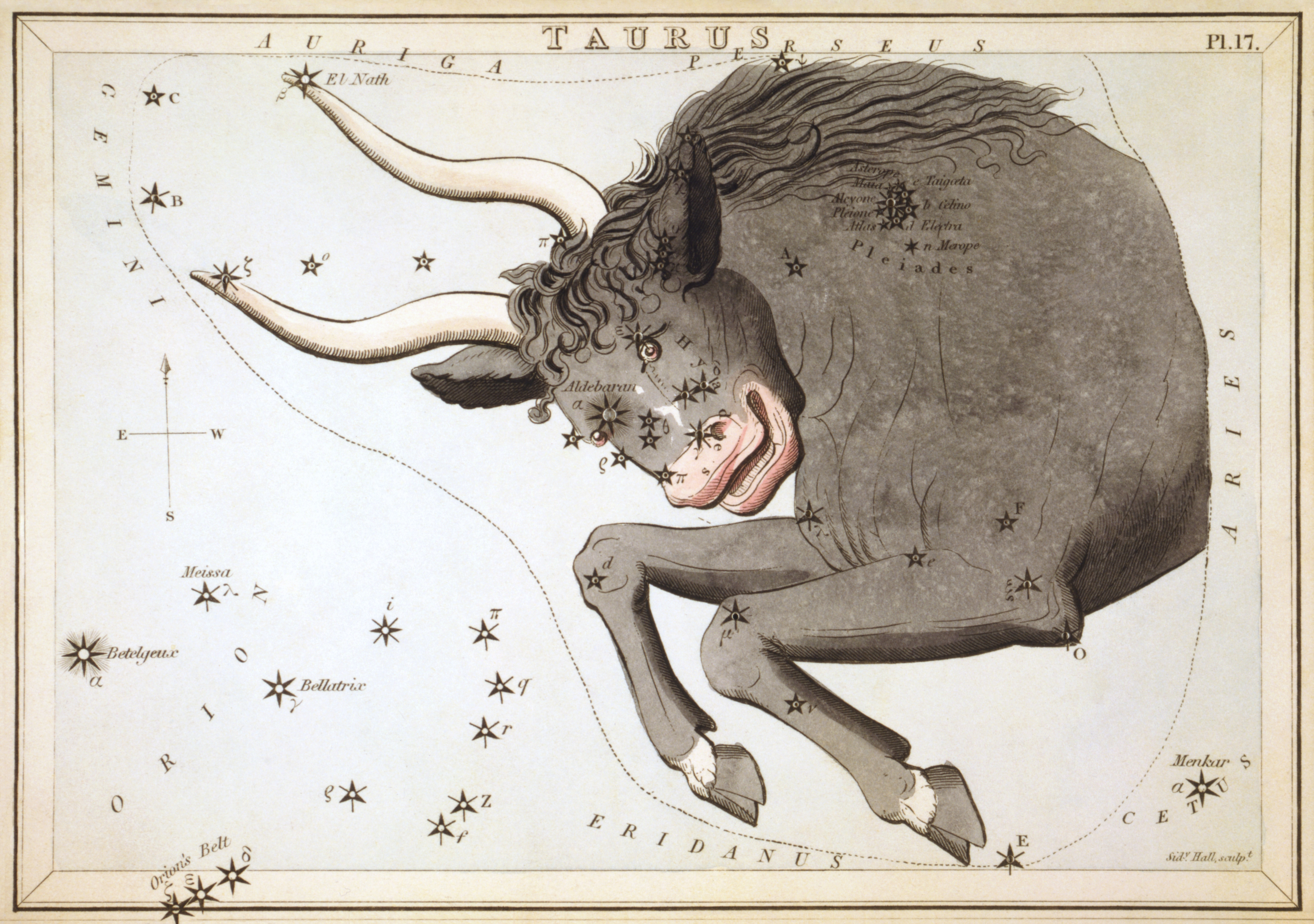
Carta 17: Taurus
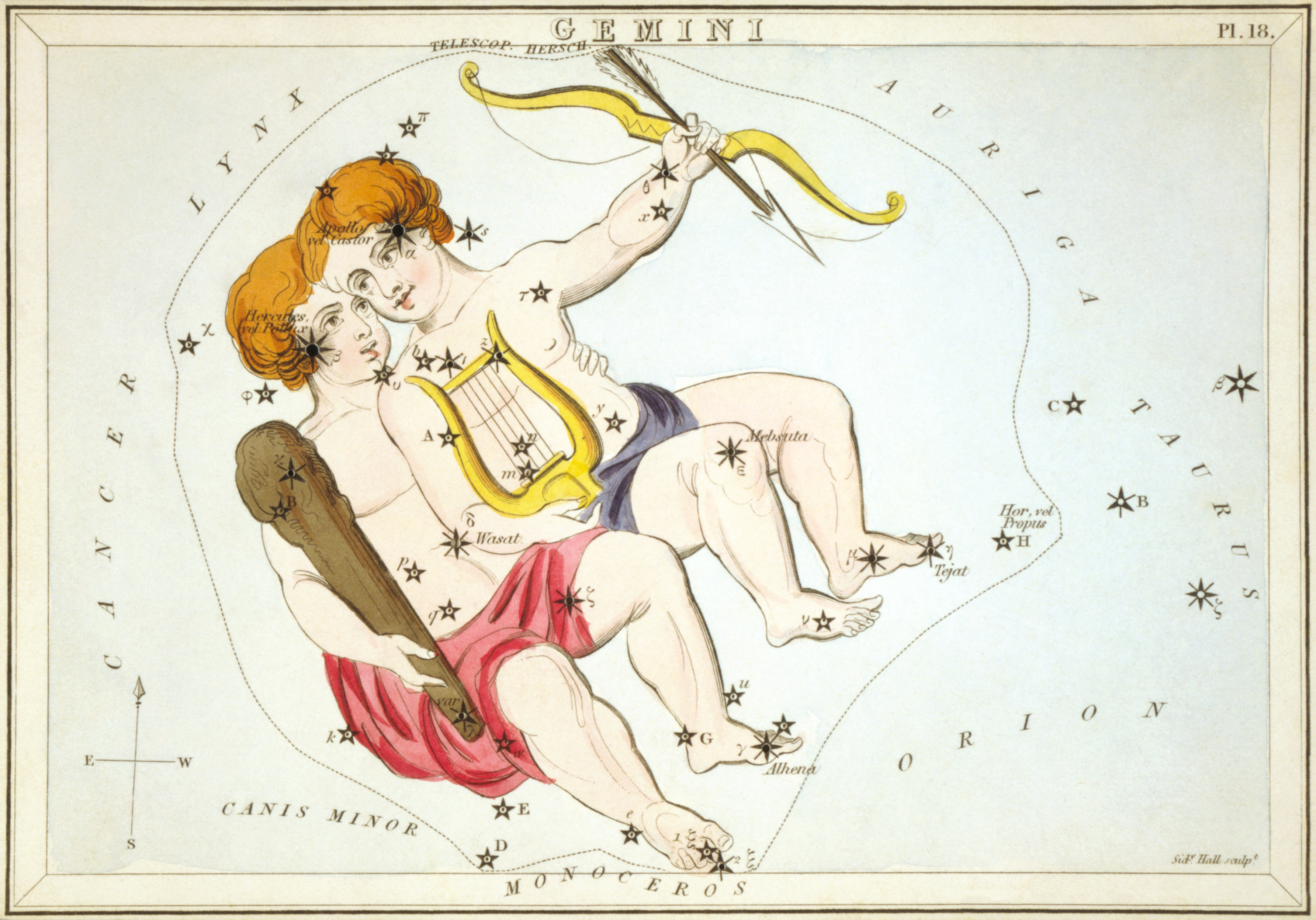
Carta 18: Gemini
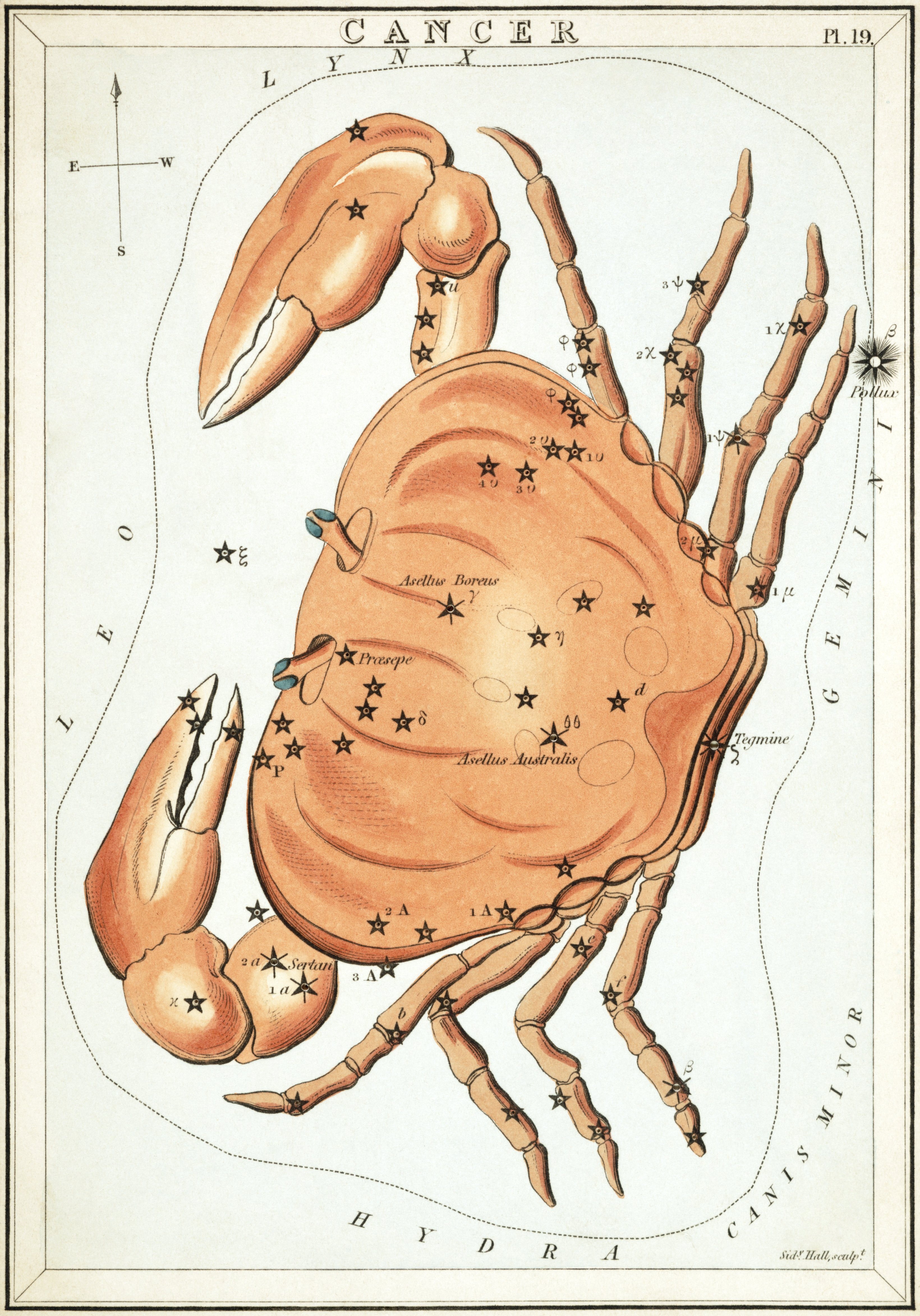
Carta 19: Cancer
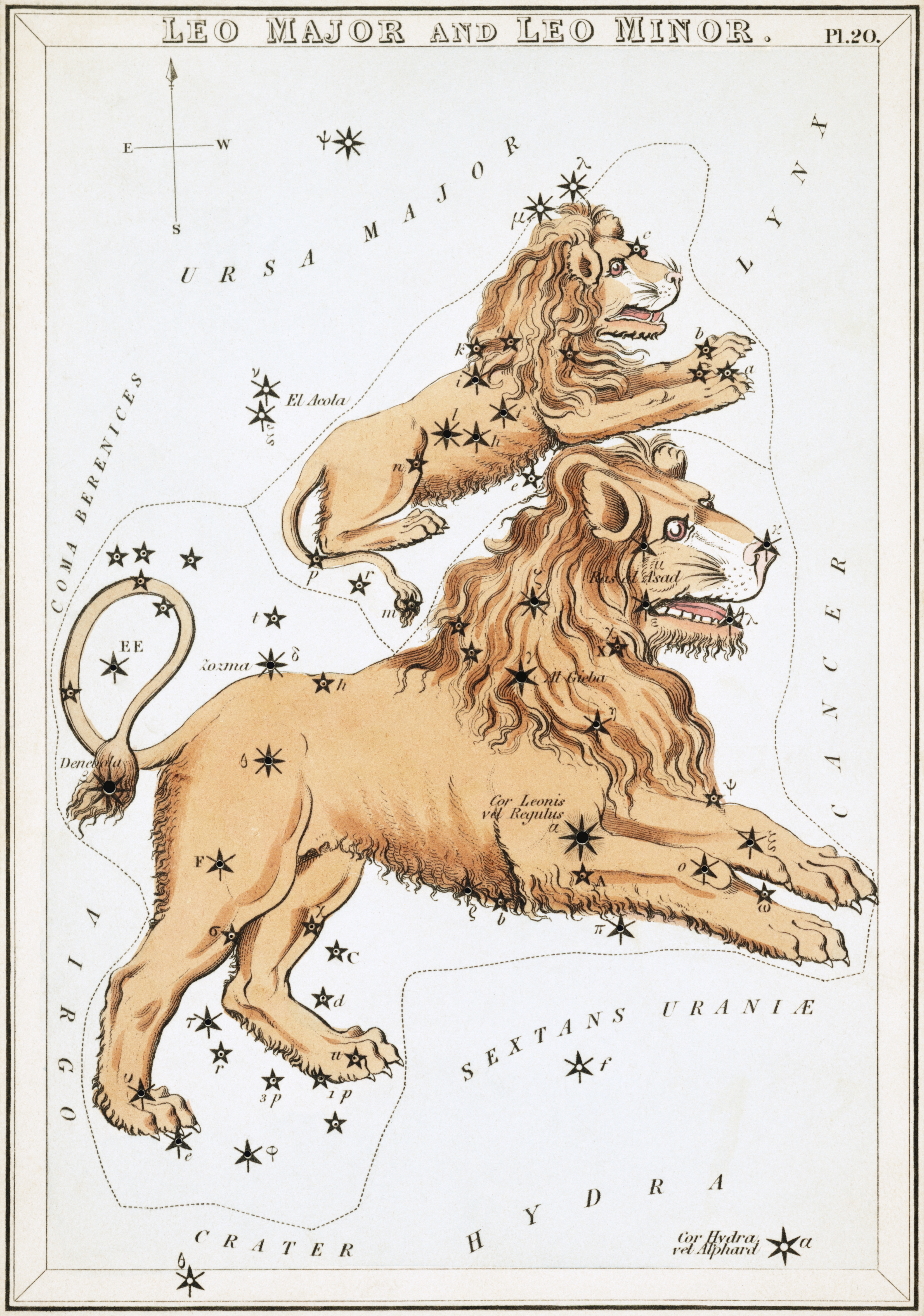
Carta 20: Leo Major i Leo Minor

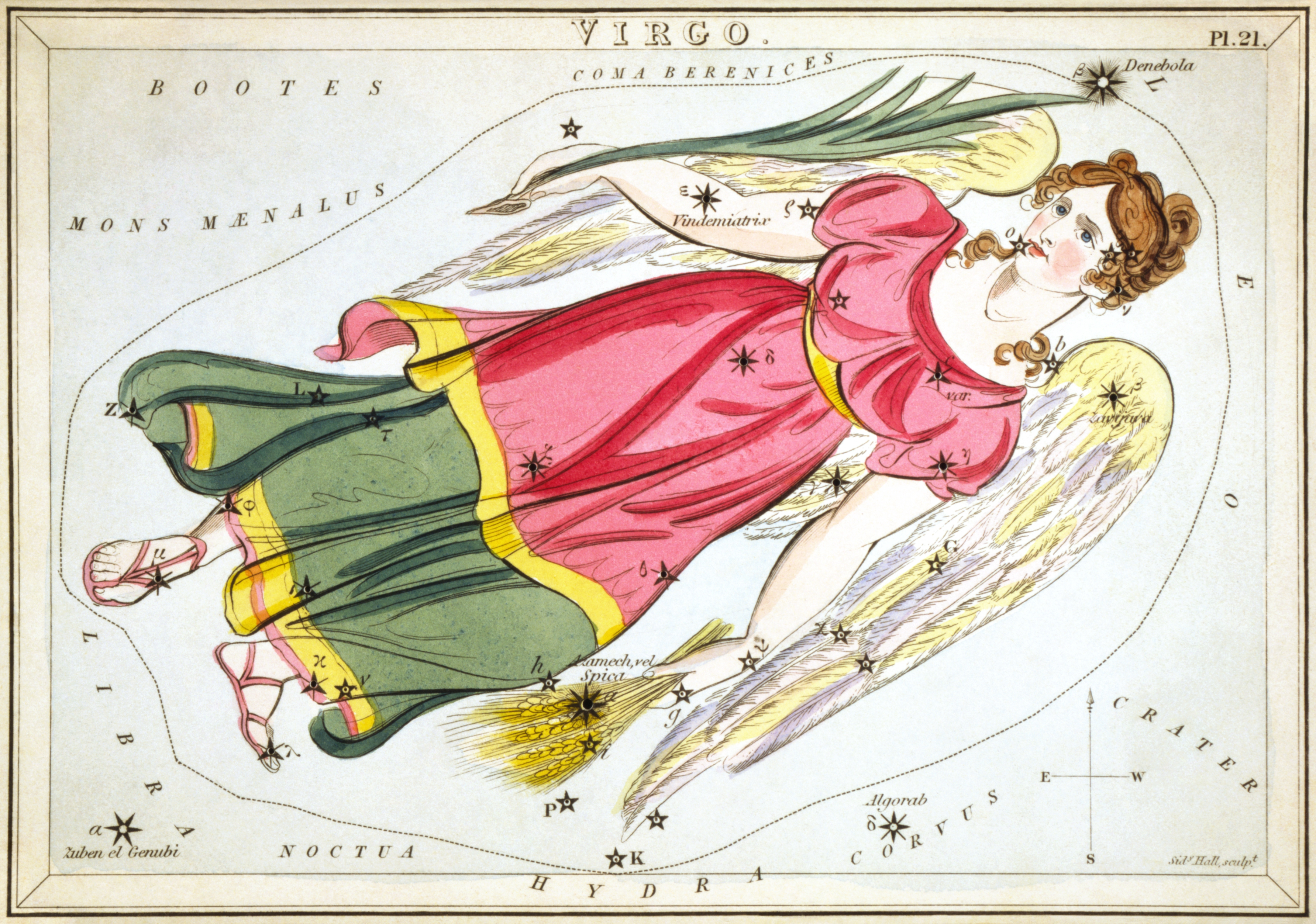
Carta 21: Virgo
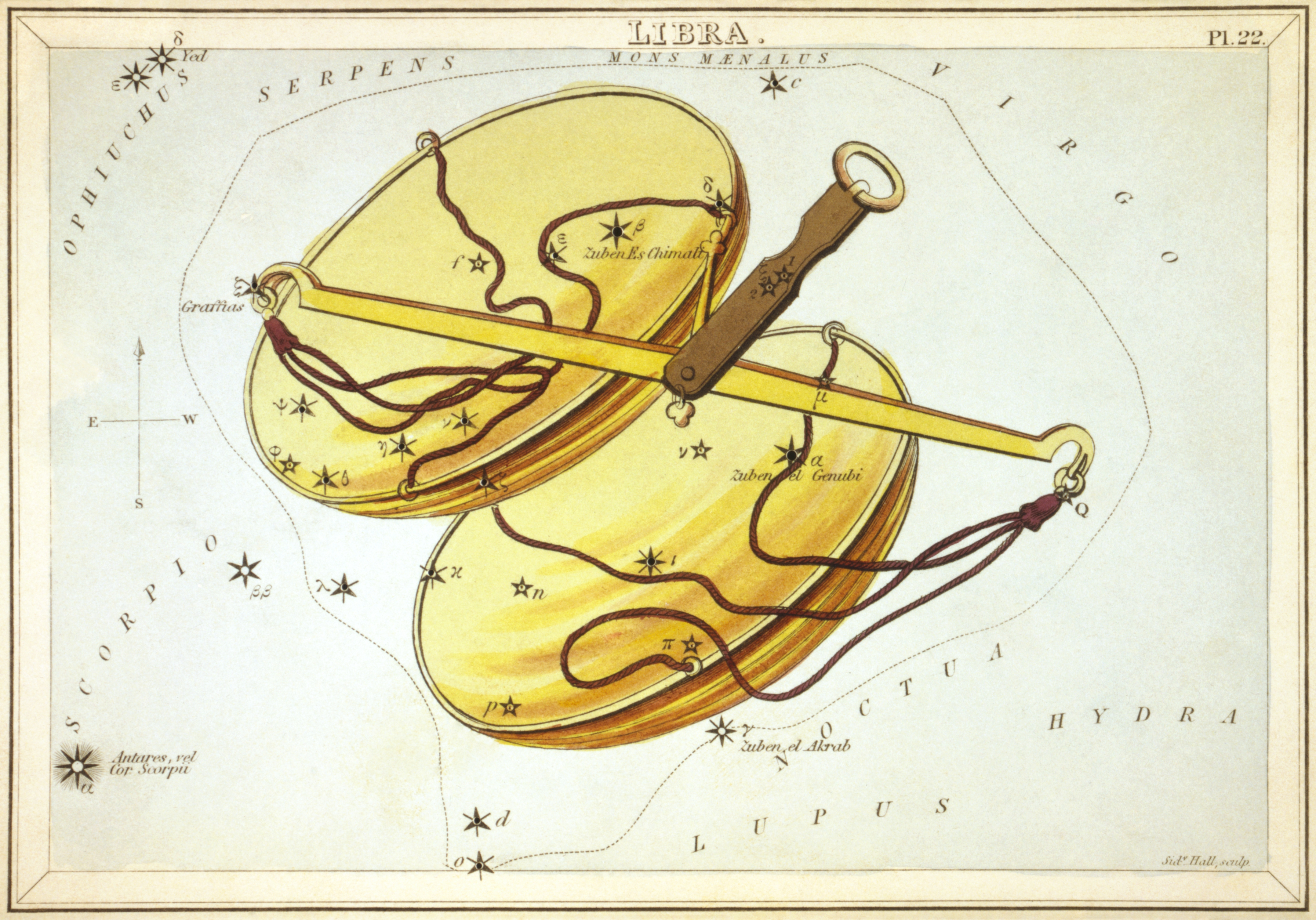
Carta 22: Libra
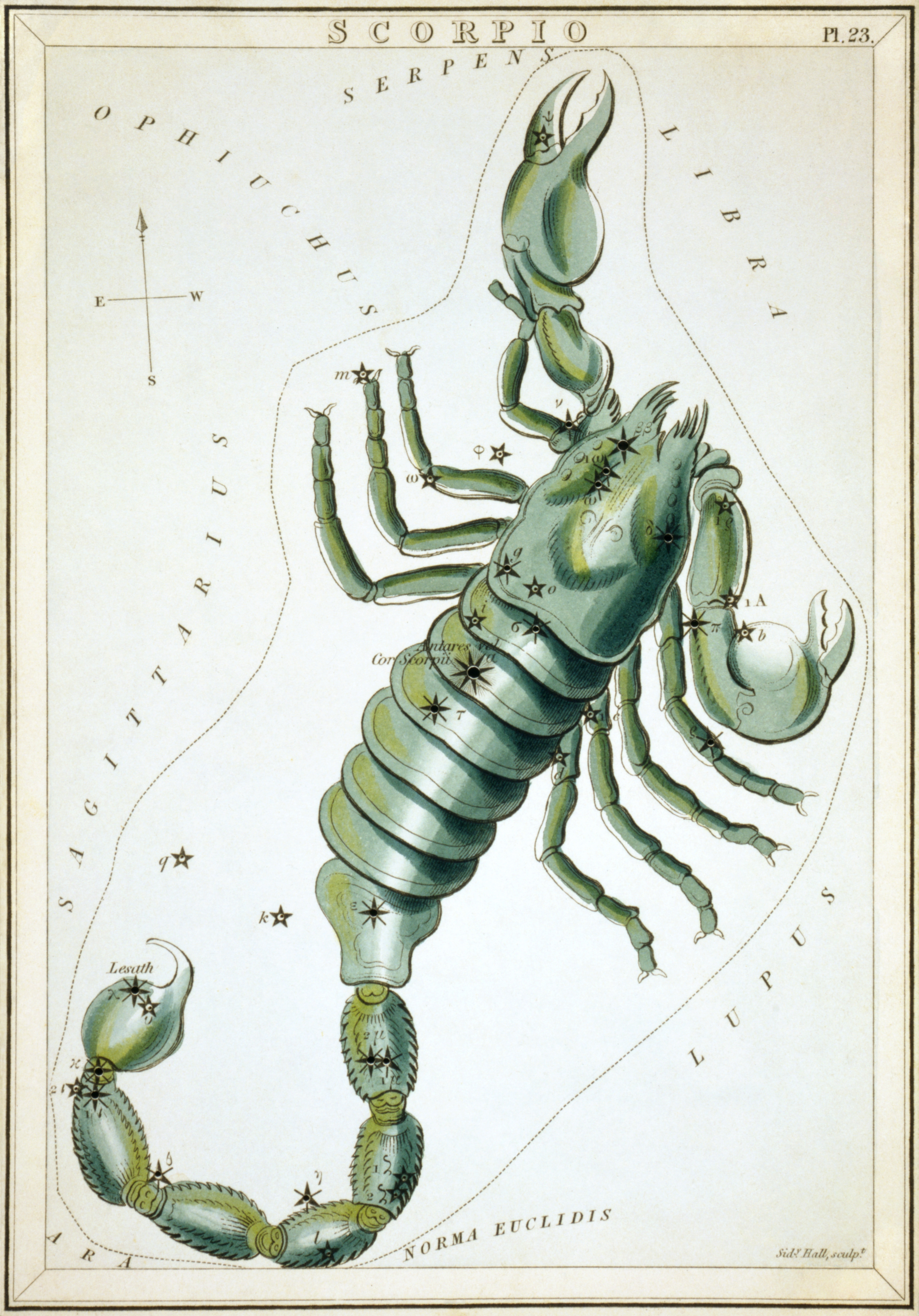
Carta 23: Scorpio
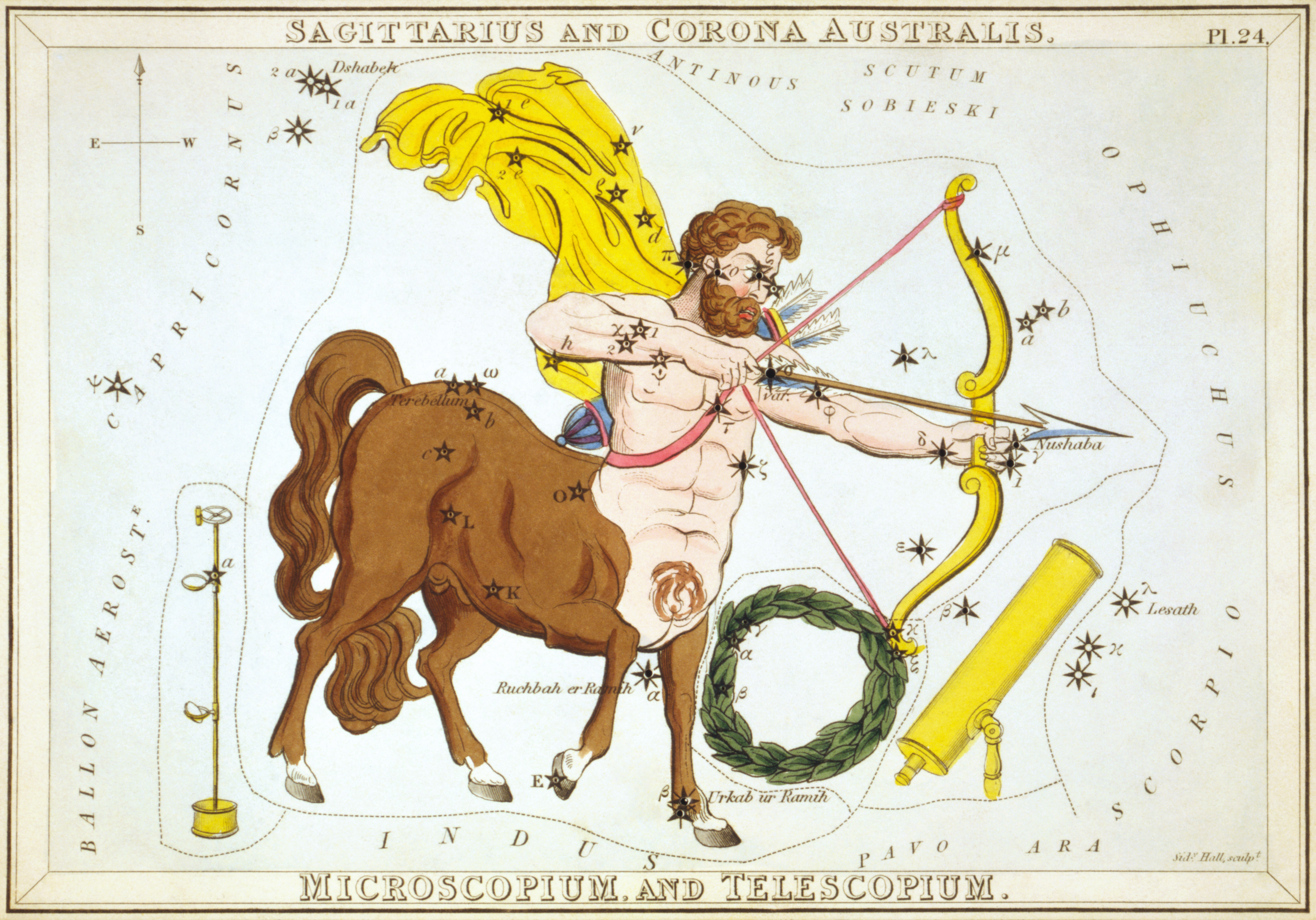
Carta 24: Sagittarius, Corona Australis, Microscopium, i Telescopium

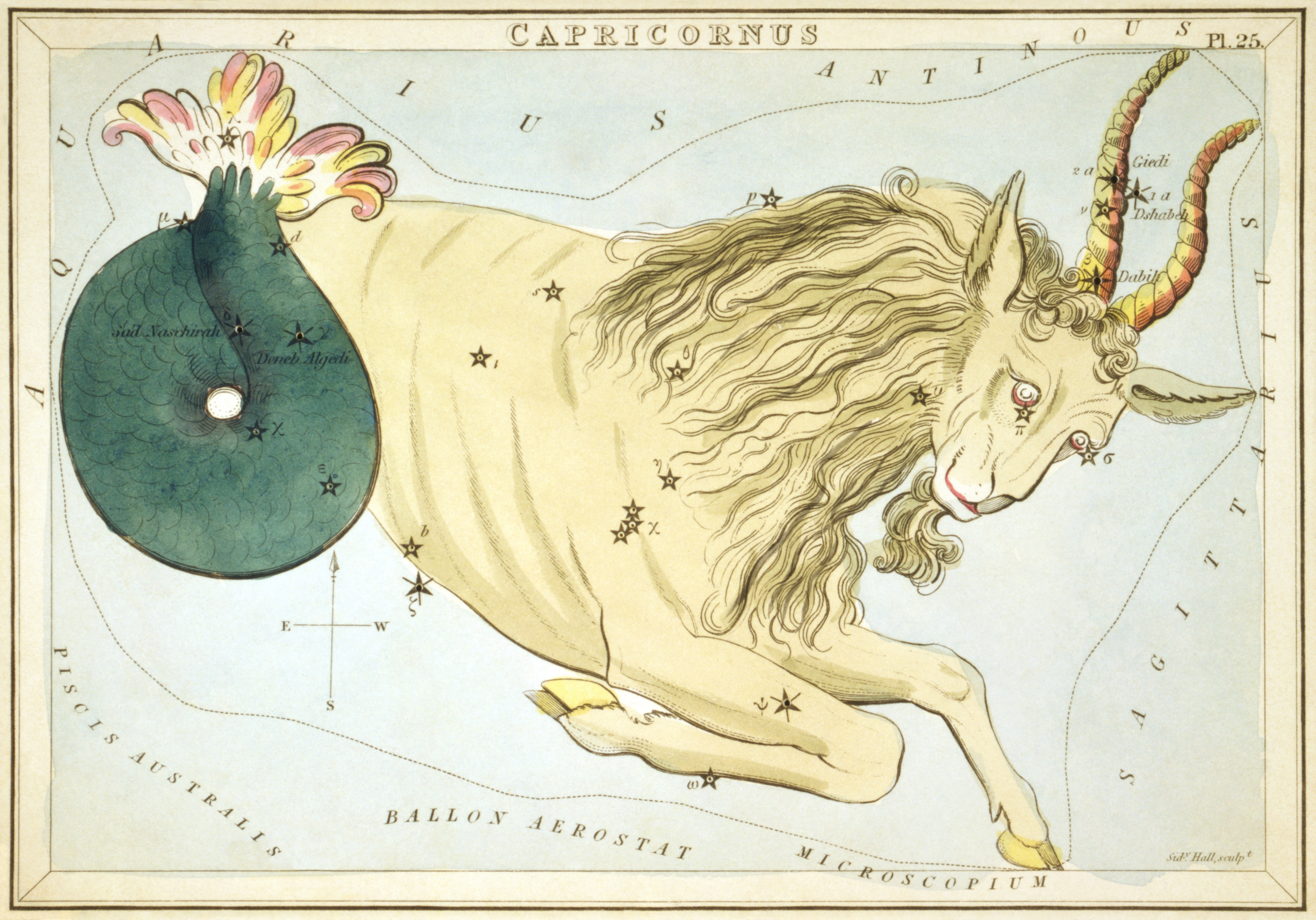
Carta25: Capricornus
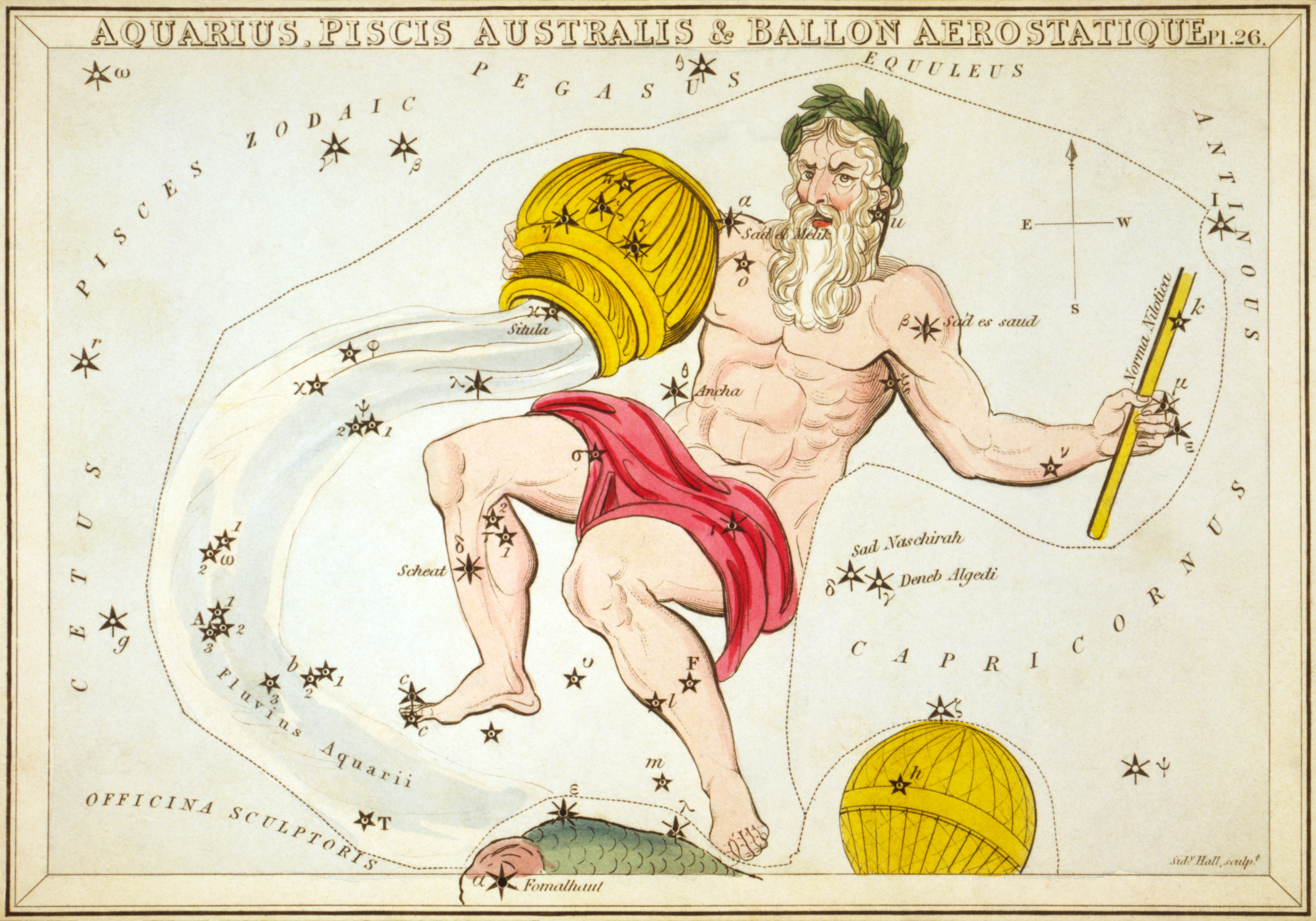
Carta 26: Aquarius, Piscis Australis i Ballon Aerostatique
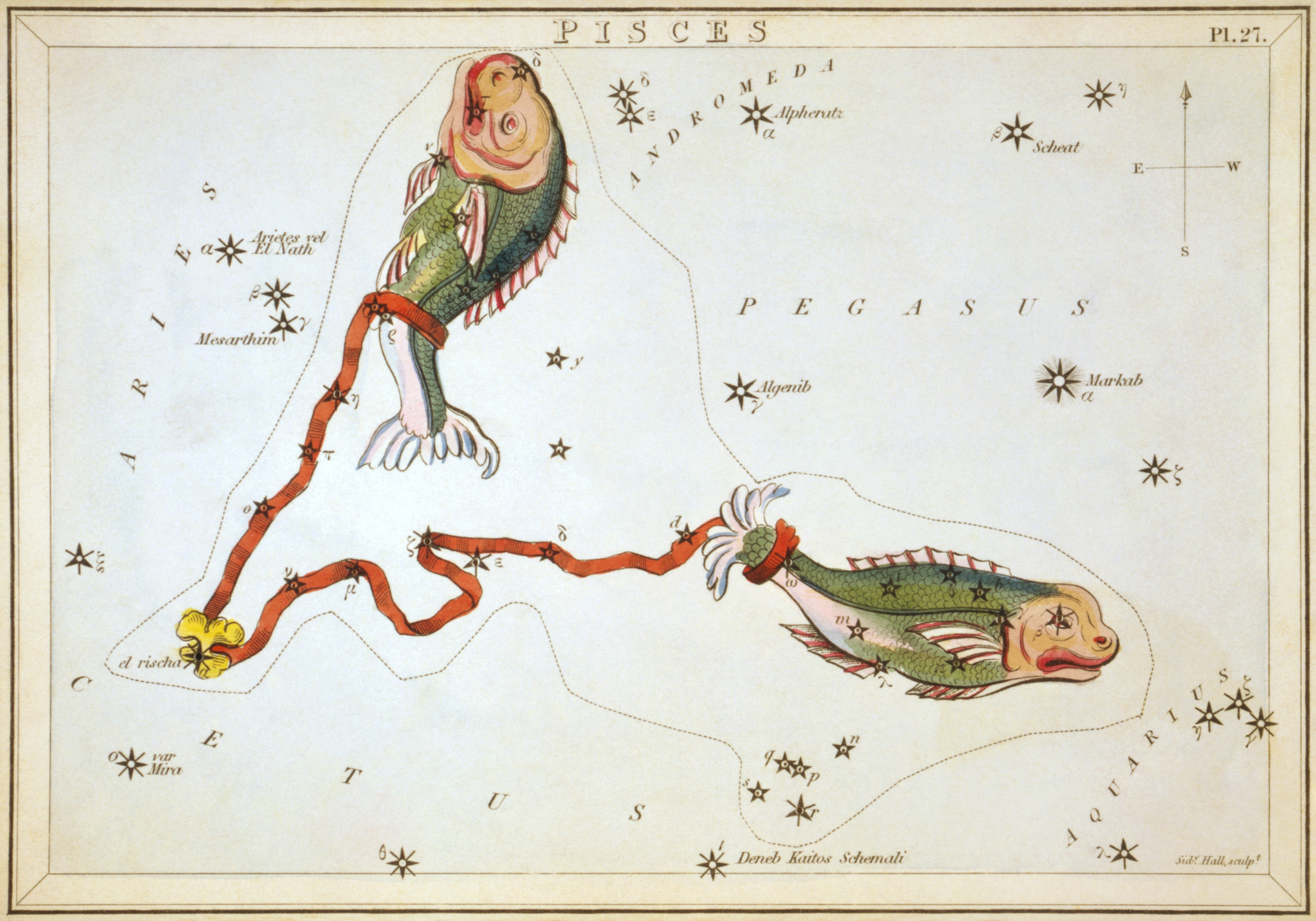
Carta 27: Pisces
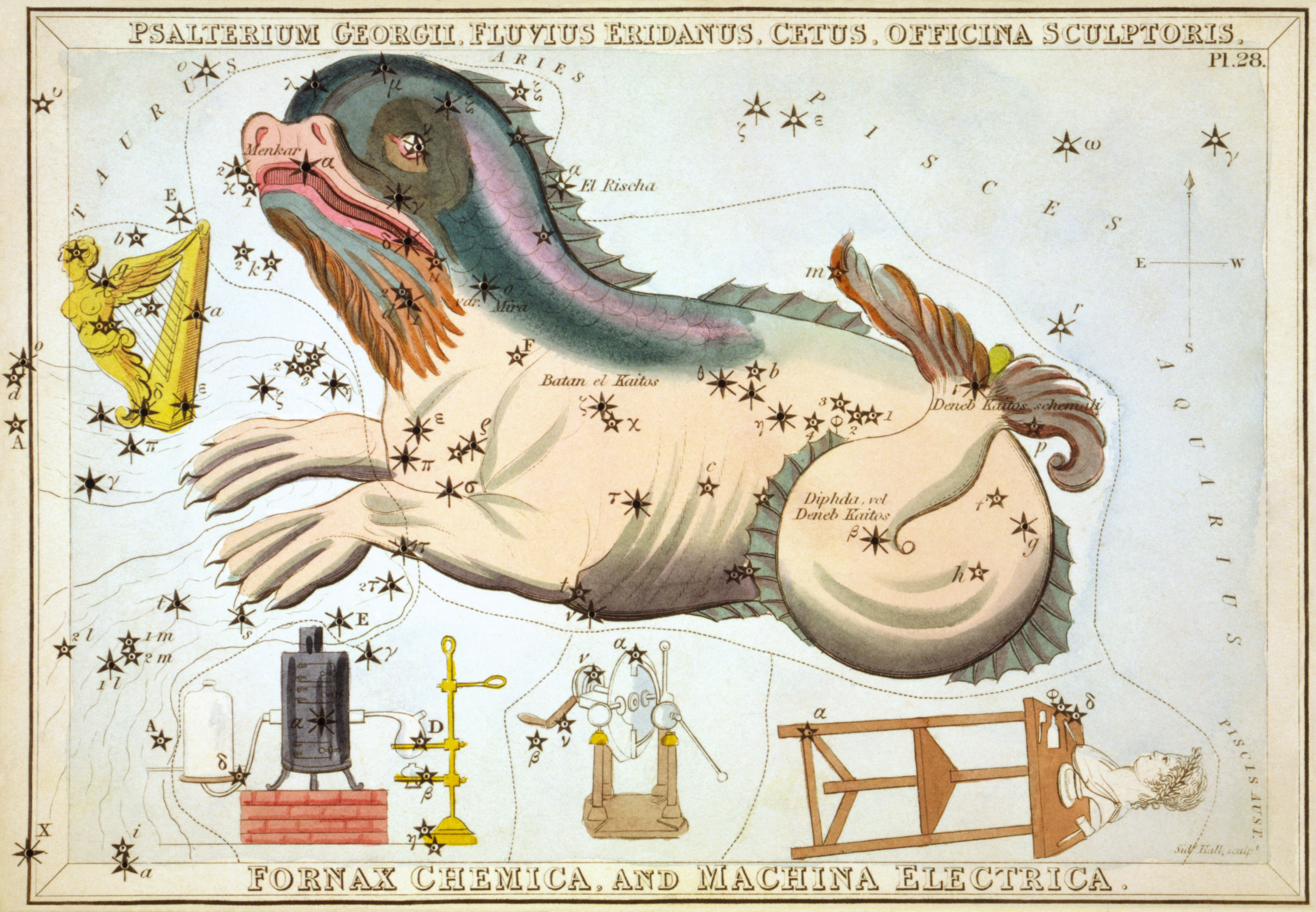
Carta 28: Psalterium Georgii, Fluvius Eridanus, Cetus, Officina Sculptoris, Fornax Chemica, i Machina Electrica

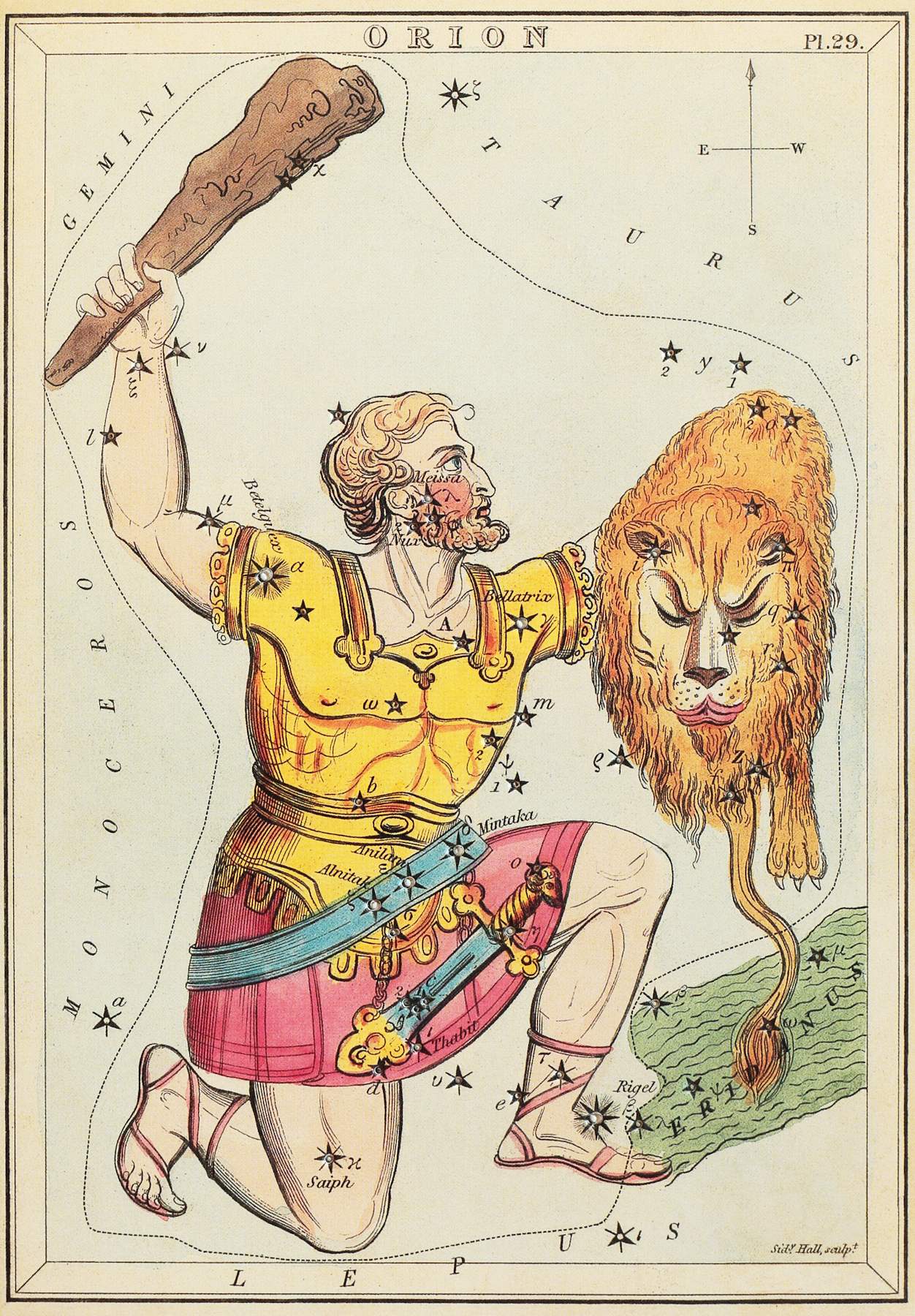
Carta 29: Orion
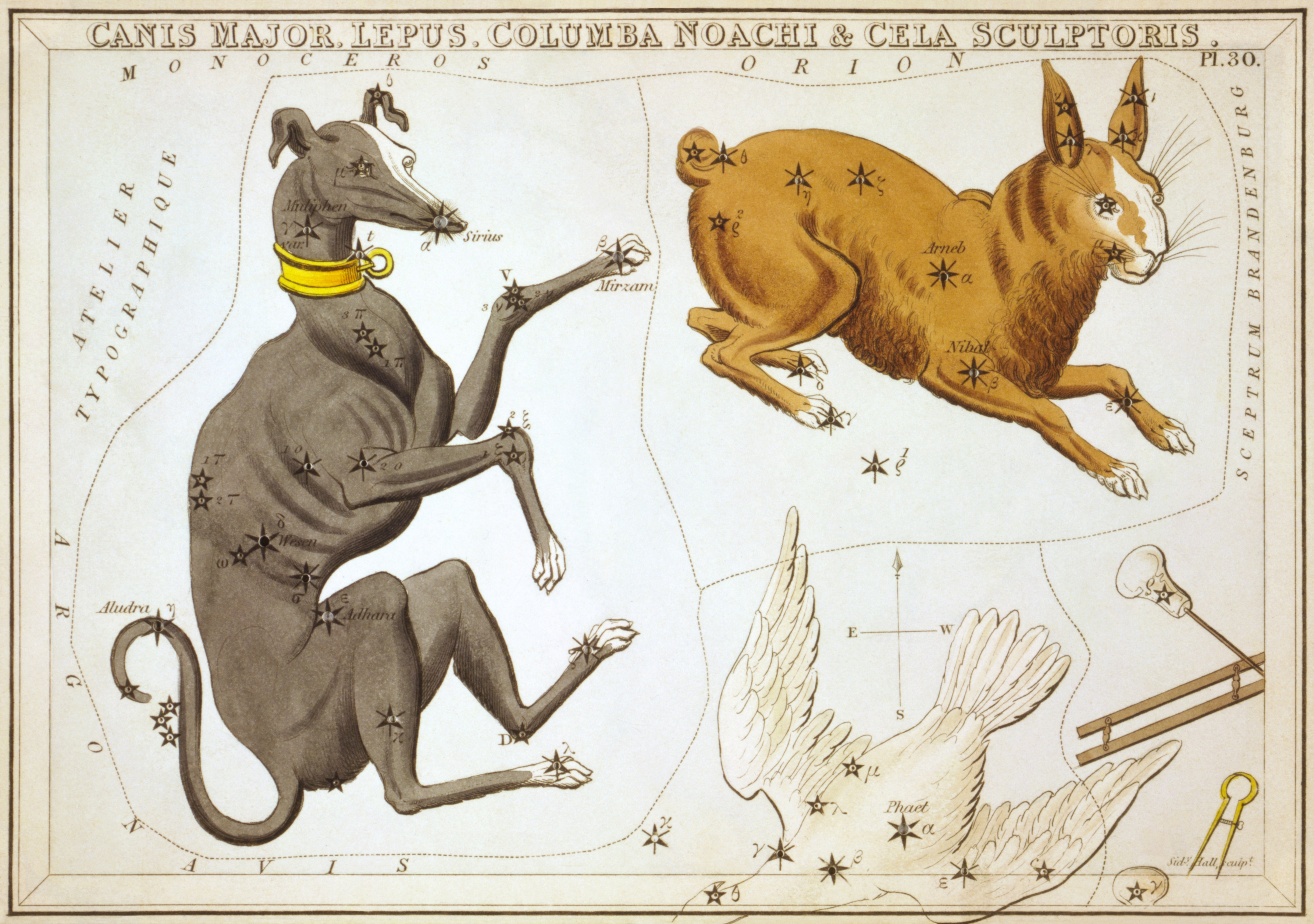
Carta 30: Canis Major, Lepus, Columba Noachi i Cela Sculptoris
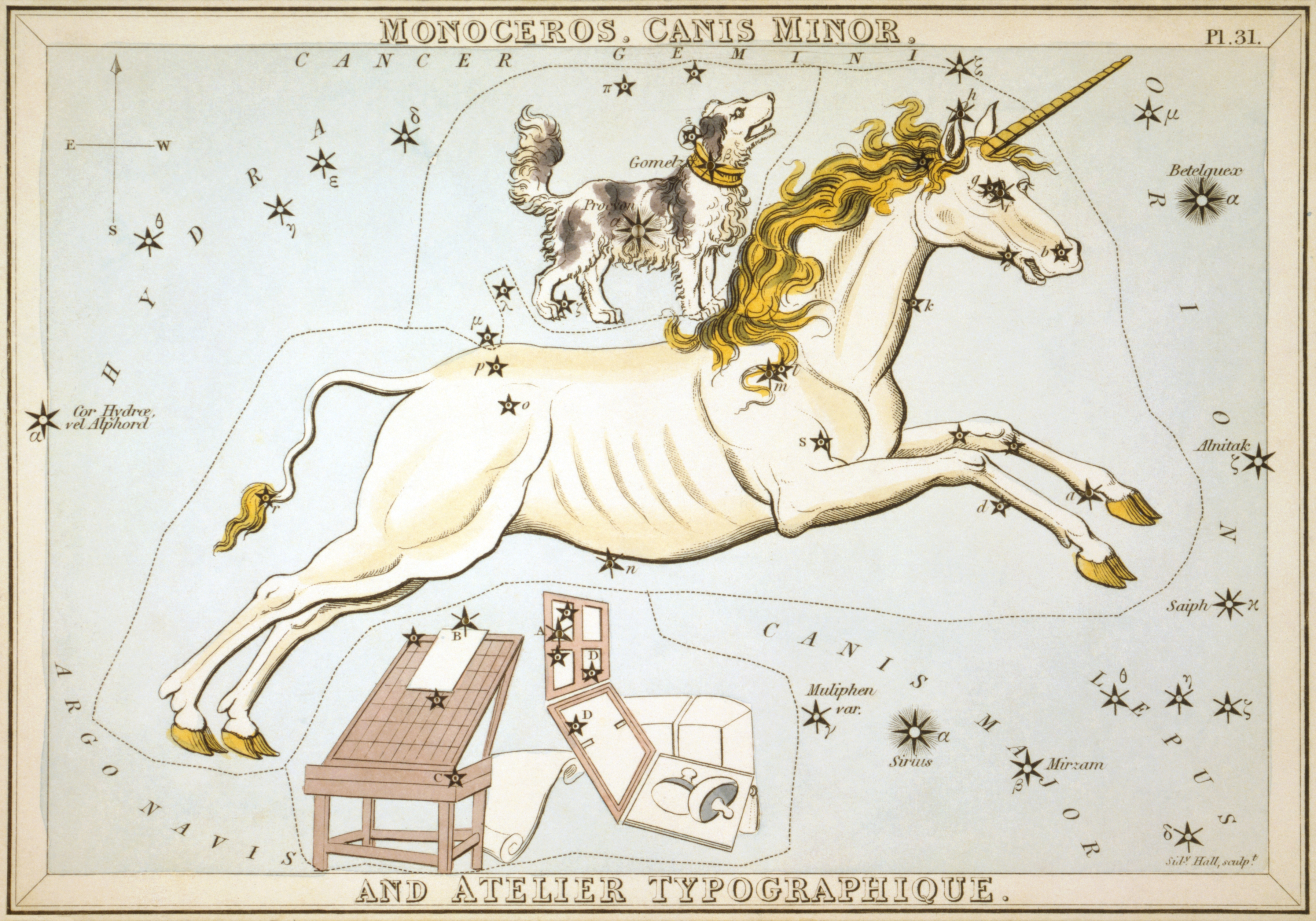
Carta 31: Monoceros, Canis Minor, i Atelier Typographique
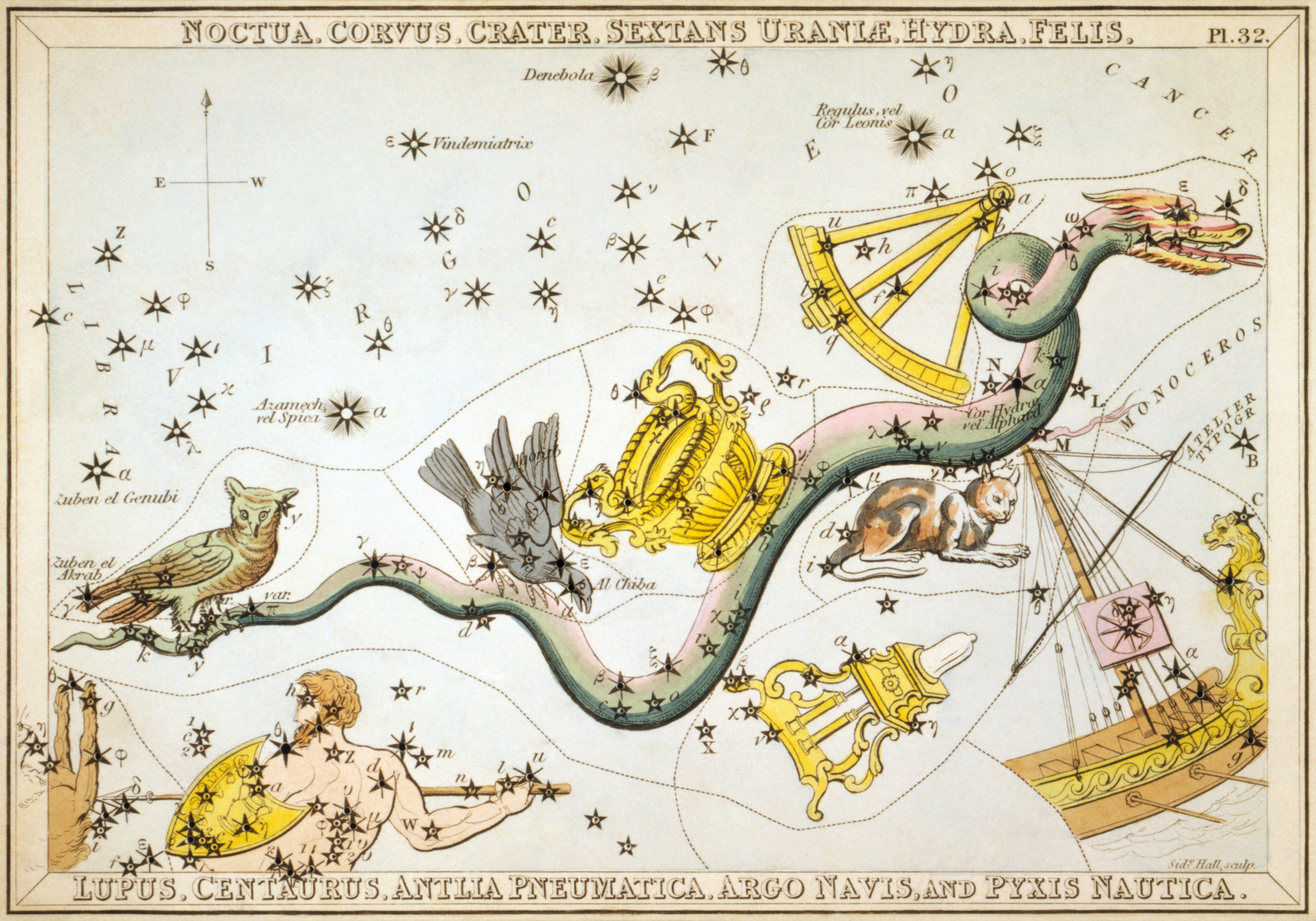
Carta 32: Noctua, Corvus, Crater, Sextans Uraniæ, Hydra, Felis, Lupus, Centaurus, Antlia Pneumatica, Argo Navis, i Pyxis Nautica

## Llista de les constel·lacions que apareixen
Les constel·lacions representades, en l'ordre en què apareixen a les cartes, són:
- CARTA 1:
- Draco
- Ursa Minor
- CARTA 2:
- Camelopardalis
- Tarandus (obsolet, que representa un ren, també anomenat Rangifer)[10]
- Custos Messium (obsoleta, traduïda literalment com «el guardià de la collita», però també pot ser un joc de paraules en honor de l'astrònom Charles Messier)[11]
- CARTA 3:
- Cassiopeia
- CARTA 4:
- Cepheus
- CARTA 5:
- Gloria Frederici (obsolet, també anomenat Honores Friderici, destinat a commemorar Frederic el Gran)[12]
- Andromeda
- Triangula
- CARTA 6:
- Perseus
- Caput Medusæ (es mostra com a part de Perseus)
- CARTA 7:
- Auriga
- CARTA 8:
- Lynx
- Telescopium Herschilii (obsolet, el telescopi de William Herschel)[13]
- CARTA 9:
- Ursa Major
- CARTA 10:
- Boötes
- Canes Venatici
- Coma Berenices
- Quadrans Muralis (obsolet, creat per Lalande per commemorar el quadrant muntat a la paret, en el qual ell i el seu nebot feien servir per mesurar la posició de les estrelles)[14]
- CARTA 11:
- Hercules
- Corona Borealis
- CARTA 12:
- Taurus Poniatowski (obsolet, representava el toro de l'escut d'armes del rei Stanisław August Poniatowski's. També anomenat Taurus Poniatovii)[15]
- Serpentarius (antiga denominació de la constel·lació Ophiuchus)[2]
- Scutum Sobiesky (nom complet de la constel·lació Scutum, l'escut d'armes del rei Joan III Sobieski)[16]
- Serpens
- CARTA 13:
- Delphinus
- Sagitta
- Aquila
- Antinous (obsolet, Antínous va ser l'amant de l'emperador romà Hadrià)[17]
- CARTA 14:
- Lacerta
- Cygnus
- Lyra
- Vulpecula and Anser (una versió lleugerament anglicitzada del nom complet de Vulpecula, que es tradueix per «la guineueta i l'oca»)[18]
- CARTA 15:
- Pegasus
- Equuleus
- CARTA 16:
- Aries
- Musca Borealis (obsolet, representava una mosca. No s'ha de confondrie amb la moderna constel·lació meridional de Musca)[19]
- CARTA 17:
- Taurus
- CARTA 18:
- Gemini
- CARTA 19:
- Cancer
- CARTA 20:
- Leo Major (actualment coneguda com a Leo)
- Leo Minor
- CARTA 21:
- Virgo
- CARTA 22:
- Libra
- CARTA 23:
- Scorpio
- CARTA 24:
- Sagittarius
- Corona Australis
- Microscopium
- Telescopium
- CARTA 25:
- Capricornus
- CARTA 26:
- Aquarius
- Norma Nilotica
- Piscis Australis (també coneguda com a Piscis Austrinus)
- Ballon Aerostatique (obsolet, en homenatge al globus dels germans Montgolfier, també anomenat Globus Aerostaticus)[20]
- CARTA 27:
- Pisces
- CARTA 28:
- Psalterium Georgii (obsolet, l'arpa del rei Jordi III del Regne Unit. També anomenada Harpa Georgii)[21]
- Fluvius Eridanus (antiga denominació d'Eridanus)[22]
- Cetus
- Officina Sculptoris (actualment anomenada Sculptor)
- Fornax Chemica (nom complet de Fornax)
- Machina Electrica (obsolet, representava un generador electroestàtic)[23]
- CARTA 29:
- Orion
- CARTA 30:
- Canis Major
- Lepus
- Columba Noachi (nom complet de Columba)[24]
- Cela Sculptoris (actualment coneguda com a Caelum)[2]
- CARTA 31:
- Monoceros
- Canis Minor
- Atelier Typographique (obsolet, representava la impremta de Gutenberg)[25]
- CARTA 32:
- Noctua (obsolet, un mussol que va substituir el també obsolet Turdus Solitarius, el tord solitari)[26]
- Corvus
- Crater
- Sextans Uraniae (nom original de Sextans)[27]
- Hydra
- Felis (obsolet, representava un gat)[28]
- Lupus
- Centaurus
- Antlia Pneumatica (nom complet d'Antlia)[29]
- Argo Navis (obsolet, actualment dividit en Carina, Vela i Puppis)[30]
- Pyxis Nautica (nom complet de Pyxis)[31]

A més, Mons Mænalus es mostra a sota de Boötes (carta 10), i Cerberus es mostra amb Hèrcules (carta 11).